# 瓷器

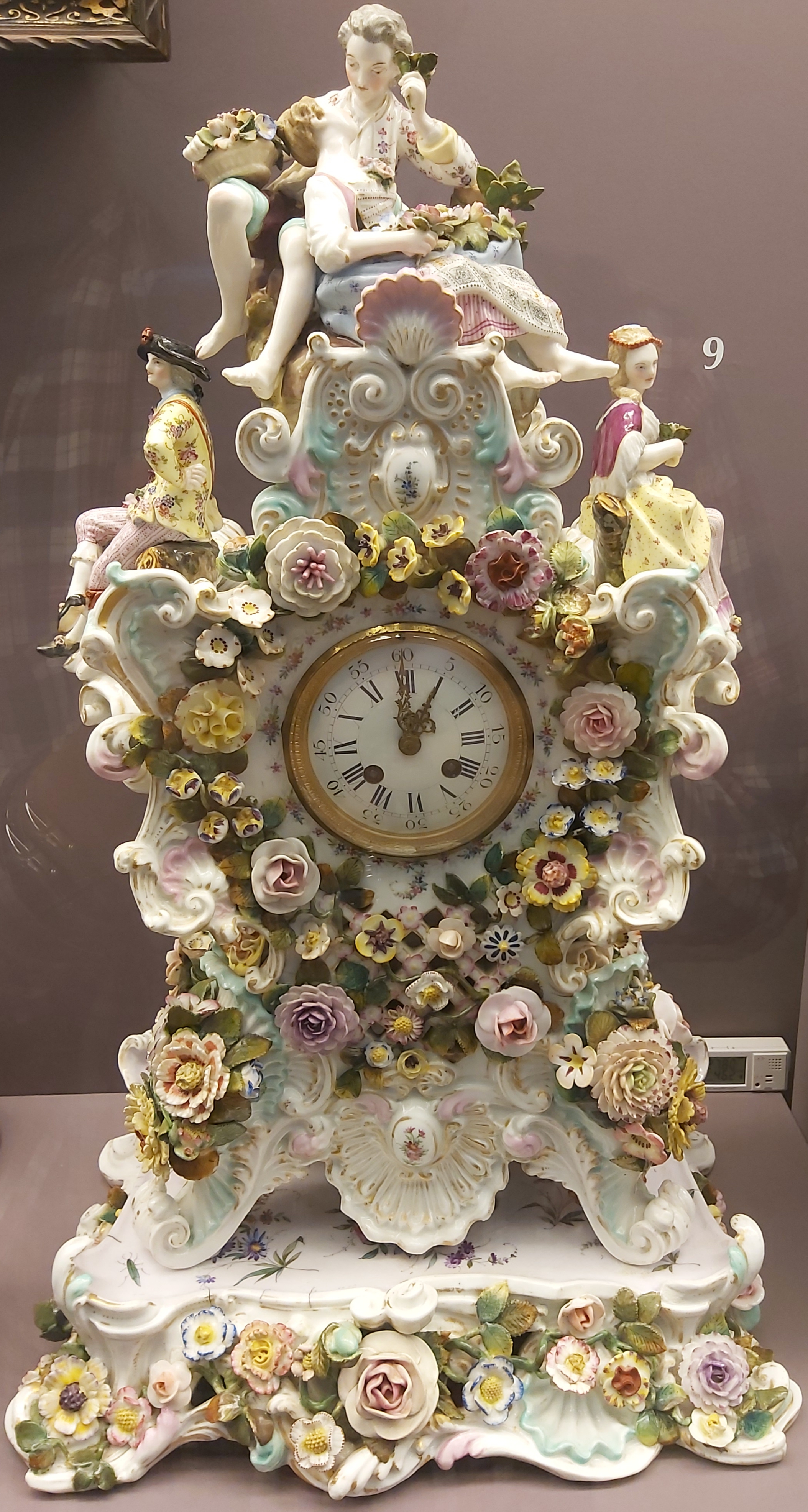
奇美博物館典藏的「麥森風格瓷器座鐘」，為賦有「歐洲第一名瓷」稱譽的德國邁森瓷器於19世紀的產品。

瓷器，也作磁器，是由瓷石、高岭土等组成，外表施有釉或彩绘的物器，需经过高温（约1200℃–1400℃）的窯內烧製。
原料纯净度高的瓷器，在相互碰撞时，会发出类似金属相撞的清脆声音。瓷器表面的釉色会因为窯爐內溫度的不同从而发生各种化学变化，而產生不同色彩，即窯變。烧结的瓷器胎一般仅含3%不到的铁元素，且不透水，因其较为低廉的成本和耐磨不透水的特性广为世界各地的民众所使用。
而高级瓷器拥有远高于一般瓷器的制作工艺难度，因此在古代精美瓷器常为皇室所收藏。作为中国特产奢侈品之一，千百年來瓷器通过各种贸易管道，传到各个国家。精美的古代瓷器，會被視作具有收藏价值的古董，而受到大量收藏家所收藏。

## 名稱
瓷器的英文名China与中国的英文名是一樣的，在目前的英語係國家，通常將所有陶瓷器都统稱爲“porcelain”，而“china”則專指精瓷，例如“fine china”、“bone china”。

## 历史
瓷器起源於中国，後來傳到東亞其他國家，之後再傳到歐洲，最後再傳播到世界各地。商代中期已經出現了瓷器的前身"原始瓷器"，真正成熟的瓷器約出現在東漢時期。目前人们将发掘自河南郑州商代（约前15世纪—前9世纪）的高岭土彩釉器皿作为世界上最早的原始瓷器。在东汉时期发展出较为成熟的青瓷制法。
中国在历史上很长的一段时间中，是世界上最大的瓷器生产国及出口国。宋以前高档瓷器主要用于皇室的生活，在中国陕西省法门寺出土的越窑青瓷名品——祕色瓷是很长一段时间以来中国瓷器制艺的颠峰。宋代有五大名窑，北宋后中国瓷器制作工艺不断上升，通过海上丝绸之路将大量瓷器出口至东南亚、南亚乃至欧洲、北非。成为中国出口的主要代表工艺品之一。
与之相对的日本，也在平安时代开始出现陶瓷艺术制造，结合日本发扬的茶道文化，不断地出现瓷器的著名产地，先后有六古窑、远州七窑等瓷器名产地。而在安土桃山时代一段繁荣的茶道文化中，很多茶人如利休七哲中的牧村利貞、瀨田正忠、古田重然、芝山宗綱同时也就是著名茶道瓷器的制作者。
“磁器”一词最早见于唐代文献，宋末以来，“磁”与“瓷”开始出现混用现象，元代在景德镇设立“浮梁磁局”亦用“磁”字。从宋代一直到清代，中国许多陶瓷主产地也使用“磁器”的“磁”字，如山东的“磁村窑”、福建的“磁灶窑”。北京、重庆等各地，也因陶瓷产品而有“磁器口”地名。

## 制作
制作瓷器的完整流程，一般要经过如下几道工序：

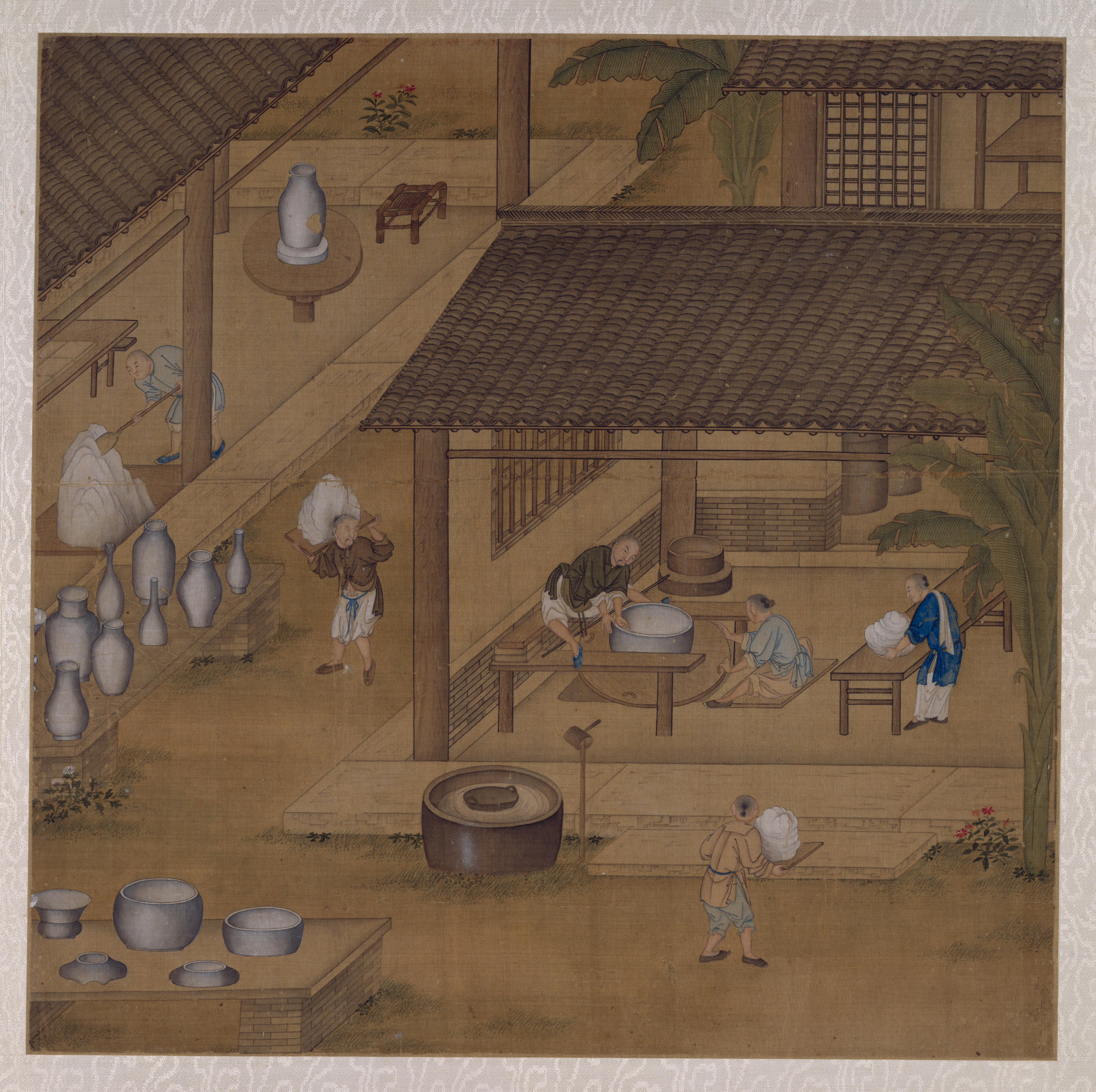
清人《制瓷图册》描绘了烧造瓷器的全过程，上图为其中展现制坯工序的一页。

- 练泥：将瓷胎的原料——高岭土、瓷石经过磨洗、除杂揉匀后，调和成用于制作瓷器的瓷泥。
- 製坯：经过模具等，将瓷泥制成所需要的瓷器外形，並将坯胎凉至半乾，再置於车盘，用刀旋削表面，保证瓷器外表的光洁。最后依照需要，使用材质不同（铁、骨、木等材料）的雕花刀在外表刻出花纹。

通过对瓷胎上釉顺序的不同，瓷器分为“釉下彩”和“釉上彩”两种不同的种类：
- 上釉：依照瓷器的几何外形，有不同的上釉方式。圆口瓷器（指通过拉坯方法成型的口径较圆的器皿种类）将瓷胎浸泡在釉浆中。大一些的瓷器或者形状不规则的瓷器，采用吹釉的方式上釉。无论采用何种方式，保证釉浆的均匀分散，是重要的一点。
  - 釉下彩：一般家用瓷器和中国元代青花瓷器均属此类。将颜料直接涂在未上釉的瓷胎上，再进行上釉。由于颜料被包裹在釉之下，使得色彩能够长期保存，并不易被磨损。但由于施加釉下彩将使颜料经过约1天的高温灼烧，会导致部分瓷器颜色变化，因而釉下彩的瓷器颜色变化较多。
  - 釉上彩：将未上色的瓷胎涂釉后放入窑内烧结为素瓷，待冷却后再进行上色，并放入相对低温（约700℃–900℃）的窑炉中进行二次烧结。这样的做法能够保证釉彩的花纹和颜色丰富多彩，但长期暴晒或使用会导致表面磨损，导致颜色脱落。

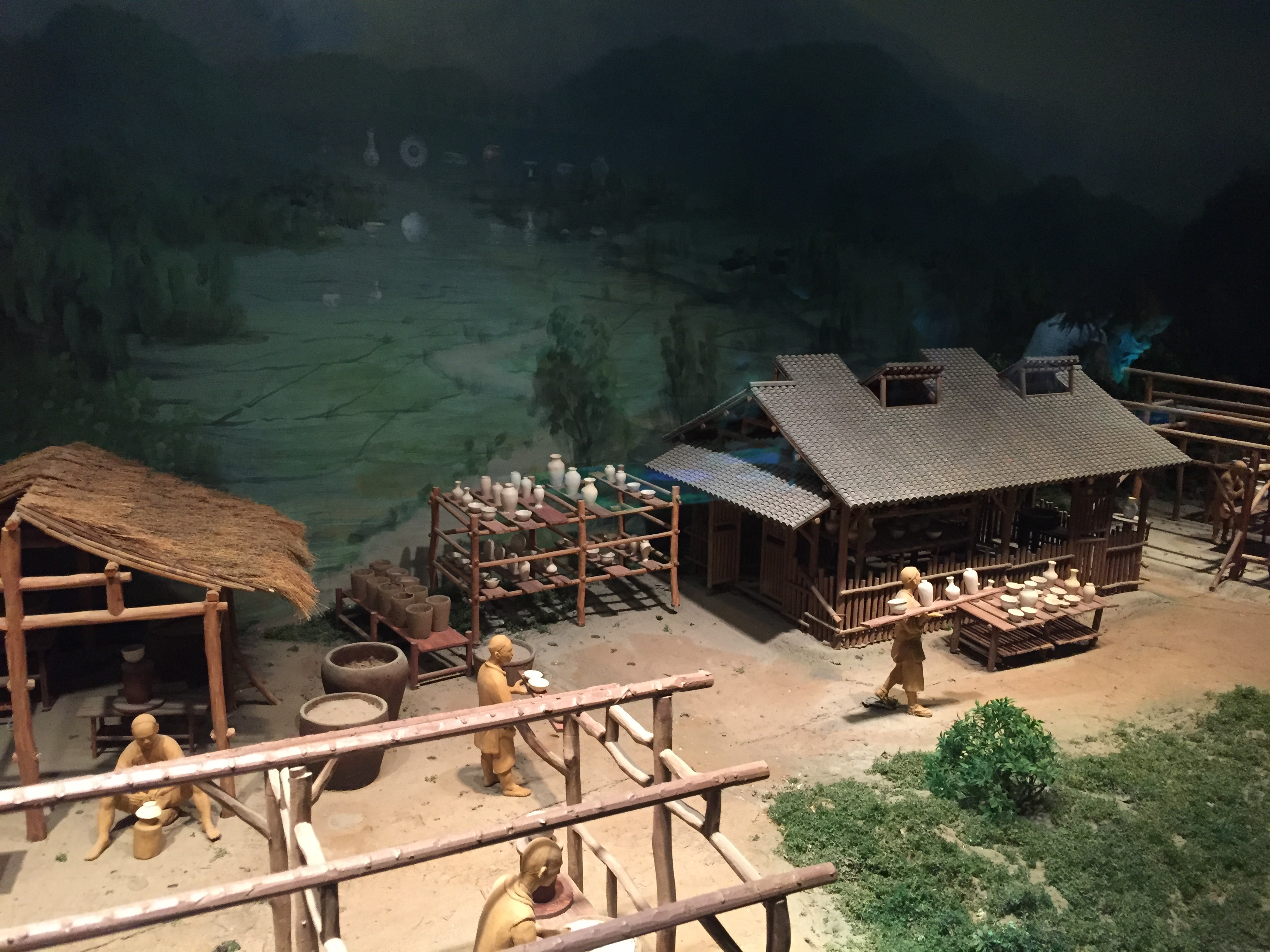
辽宁省博物馆模拟制陶瓷场景
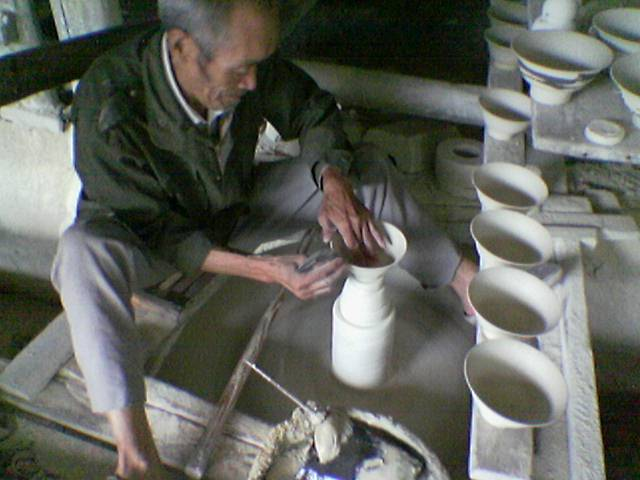
制坯
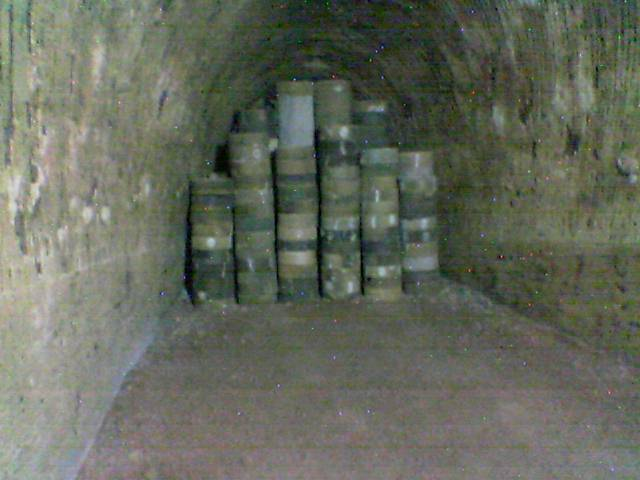
烧瓷器的窑

## 种类
瓷器与陶器的关系密不可分。当部分掺有高岭土（或长石、石英、石灰等天然釉料）以及其他含有氧化铜、氧化铁、氧化亚铅等天然色彩成份的原料，在烧结陶器时，会自然在陶器表面结成一层薄釉（日本信乐烧最早就是这样出现的。）
在中国历史上，明代前中国瓷器以素瓷（没有装饰花纹，以色彩纯净度的高低为优劣标准）为主。明代以后以彩绘瓷为主要瓷器。另一个瓷器制作国家──日本，則因茶道文化，也发扬了其独特的茶器。

### 造型
- 碗 —— 茶碗、饭碗等；
- 盘 —— 大皿；
- 碟 —— 小皿；
- 瓶 —— 壶形容器中，口小或者细长者。包括梅瓶、玉壶春、瓢形瓶、蒜头瓶等，各类形状；
- 壶 —— 带有出水口和手柄的容器；
- 盆 —— 包括面盆、花盆等，较深的容器。

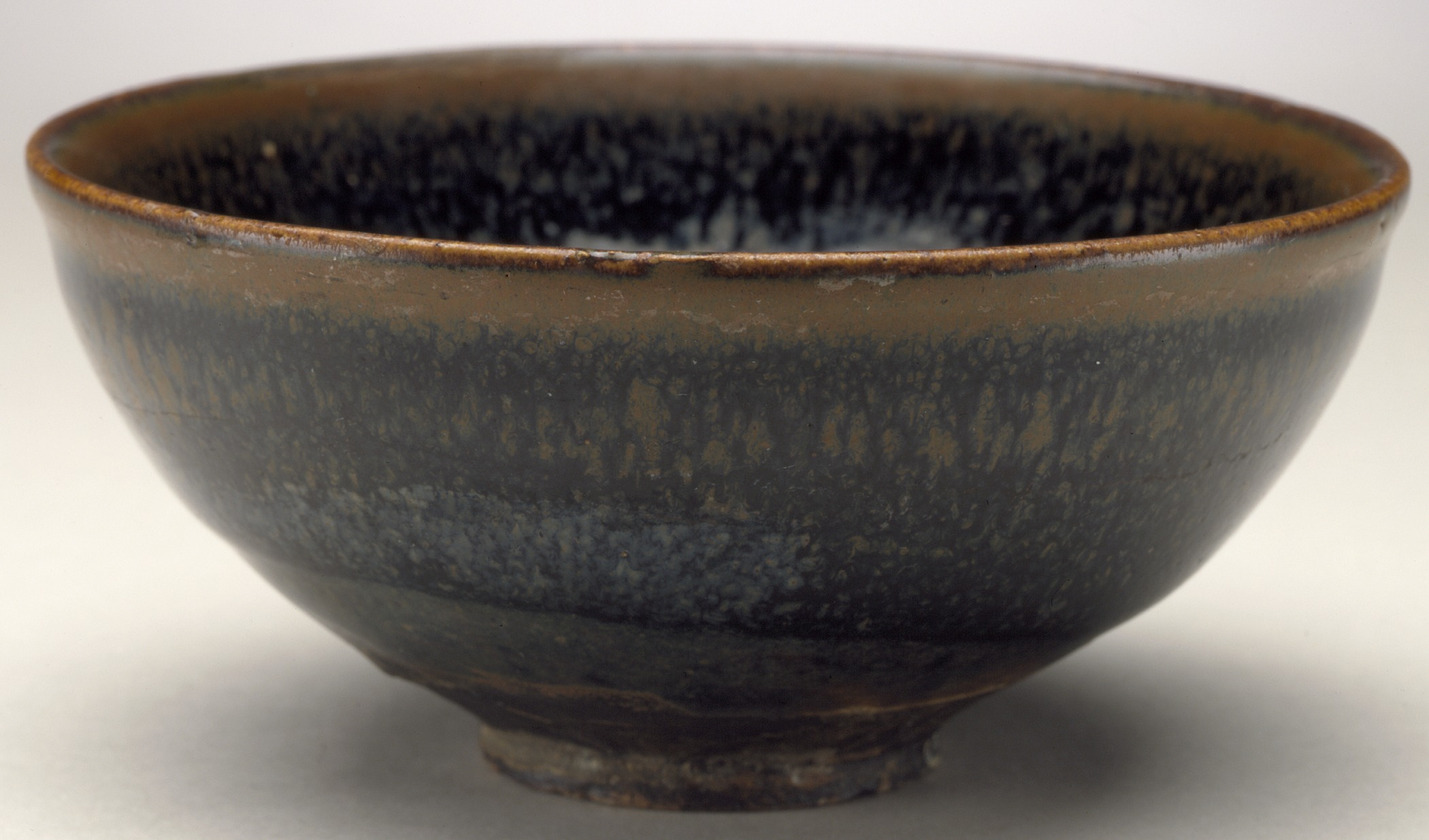
茶碗
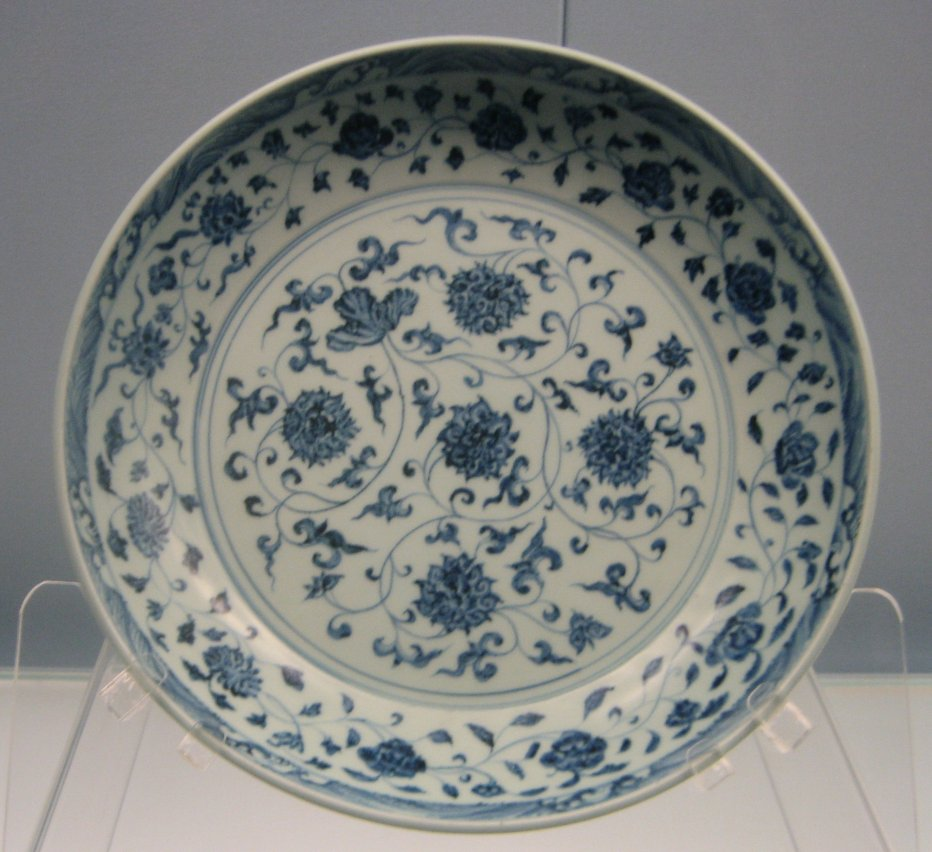
盘
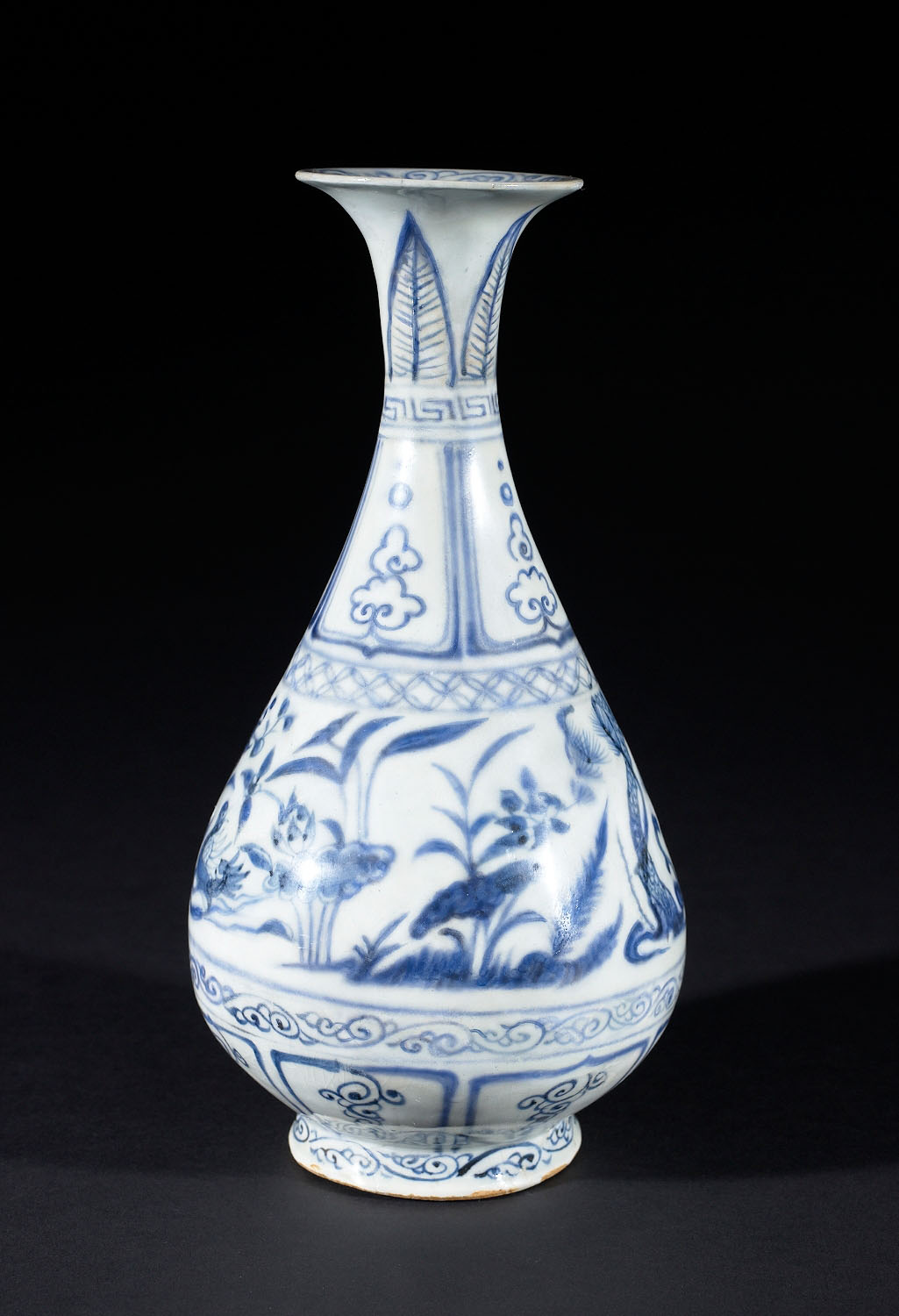
玉壶春
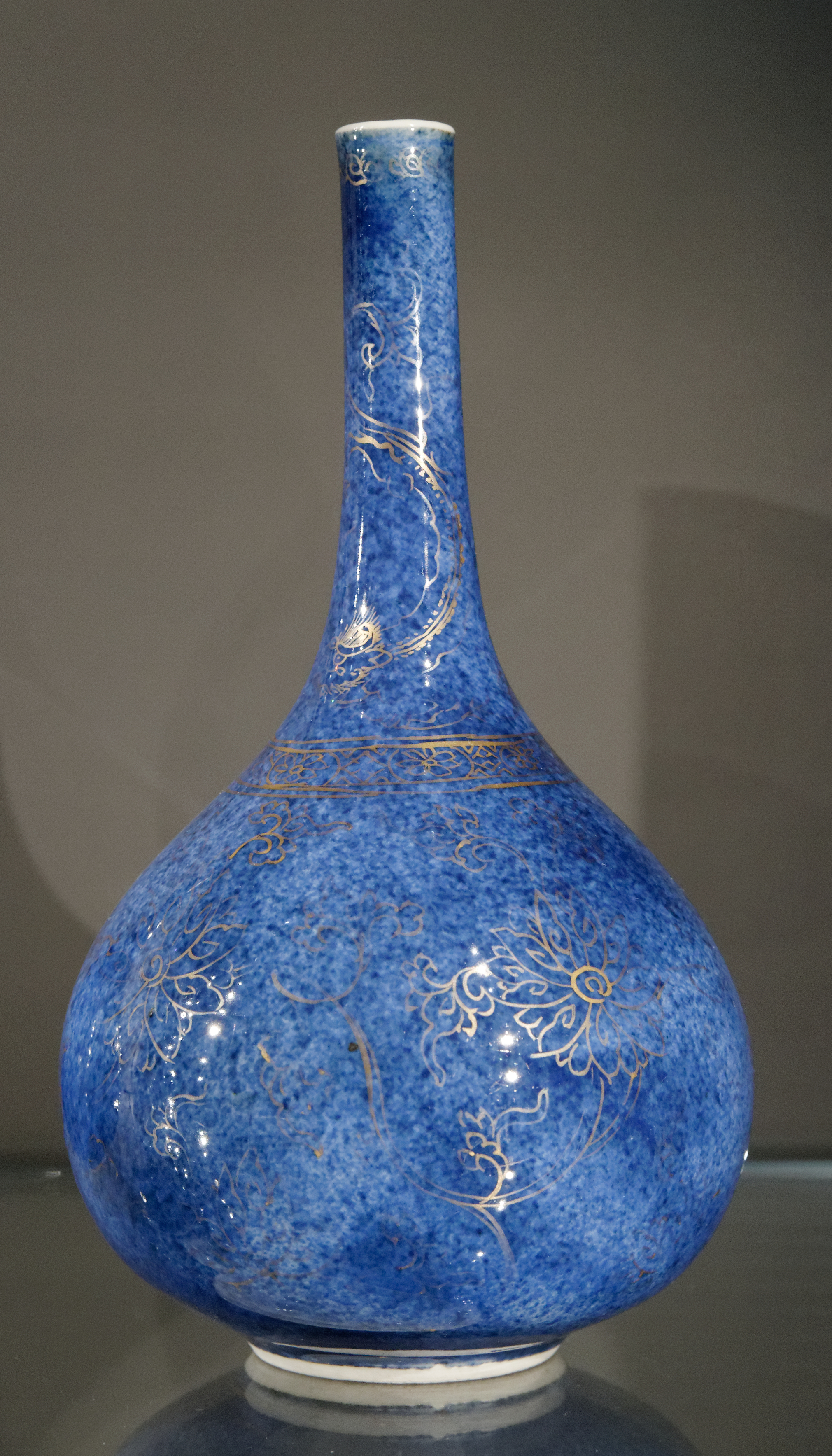
梨形瓶
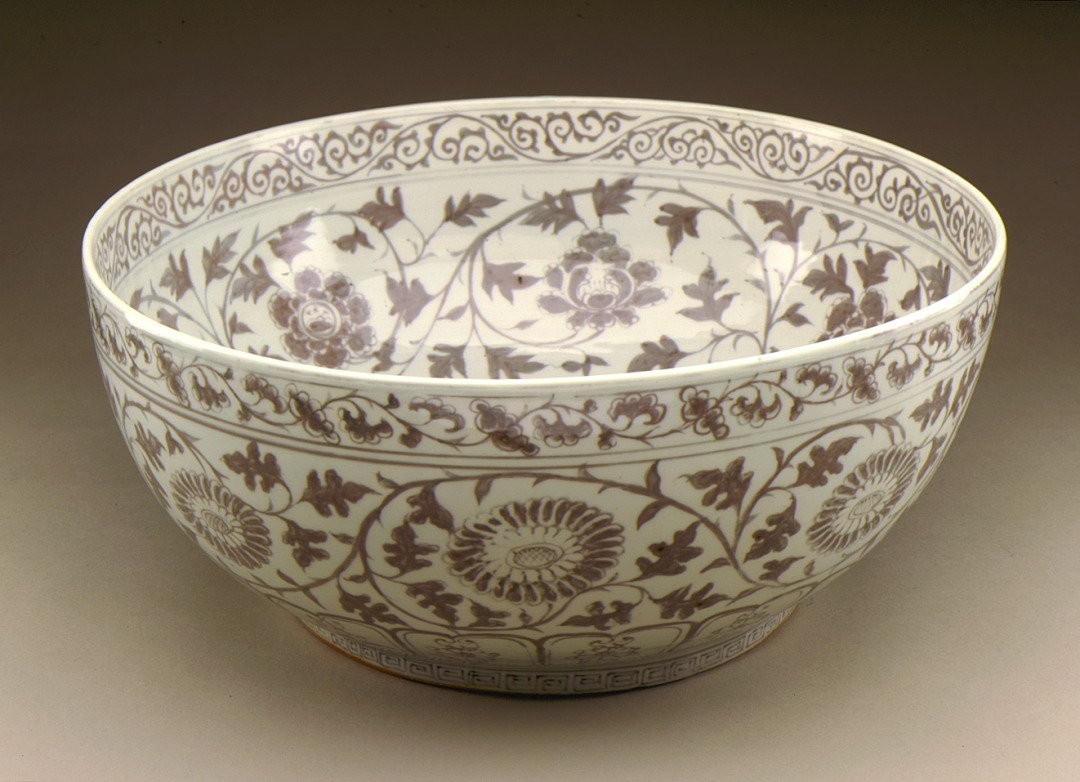
中国明代瓷花碗
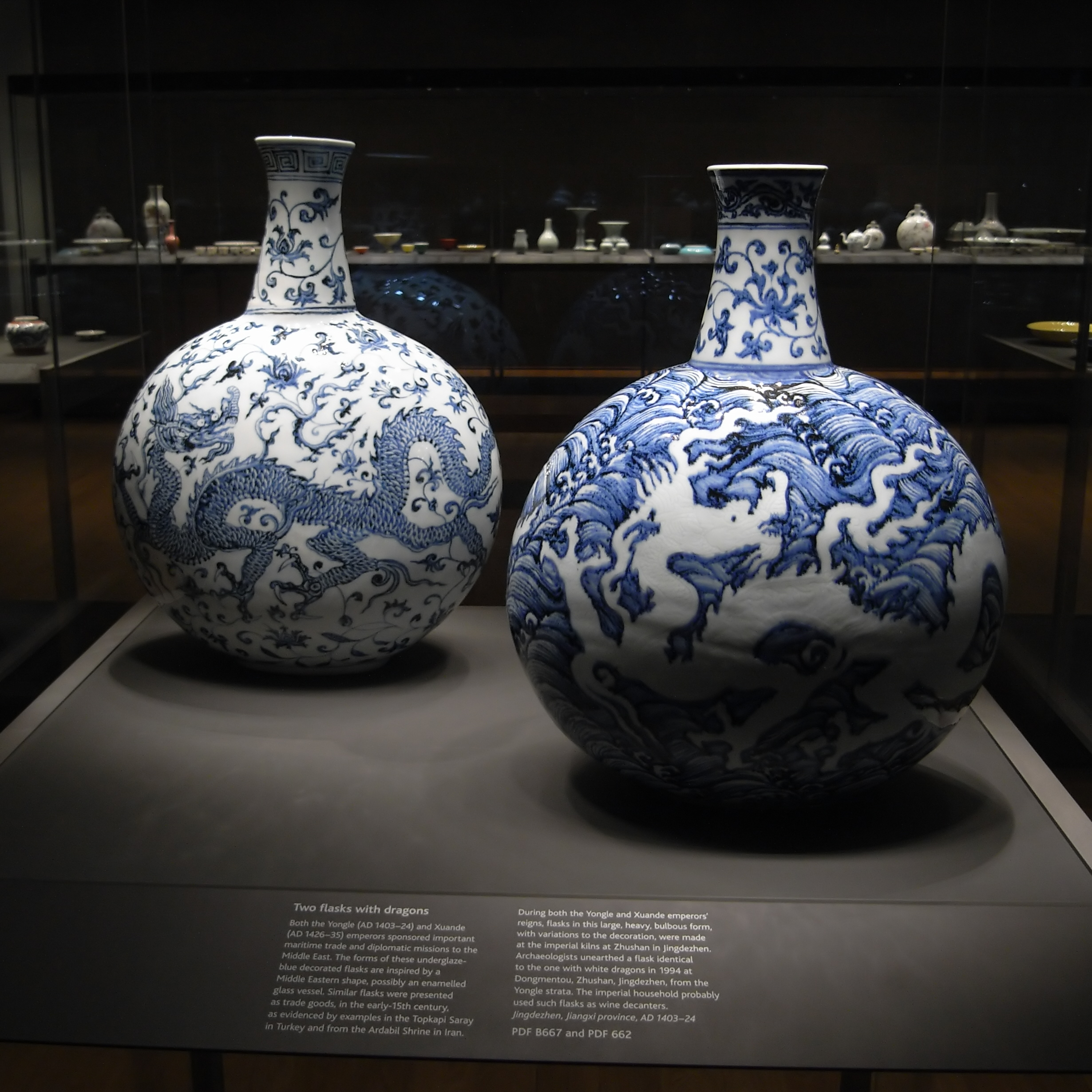
明代永樂龍紋青花瓷（皮博迪埃塞克斯博物馆（英语：Peabody Essex Museum）馆藏）
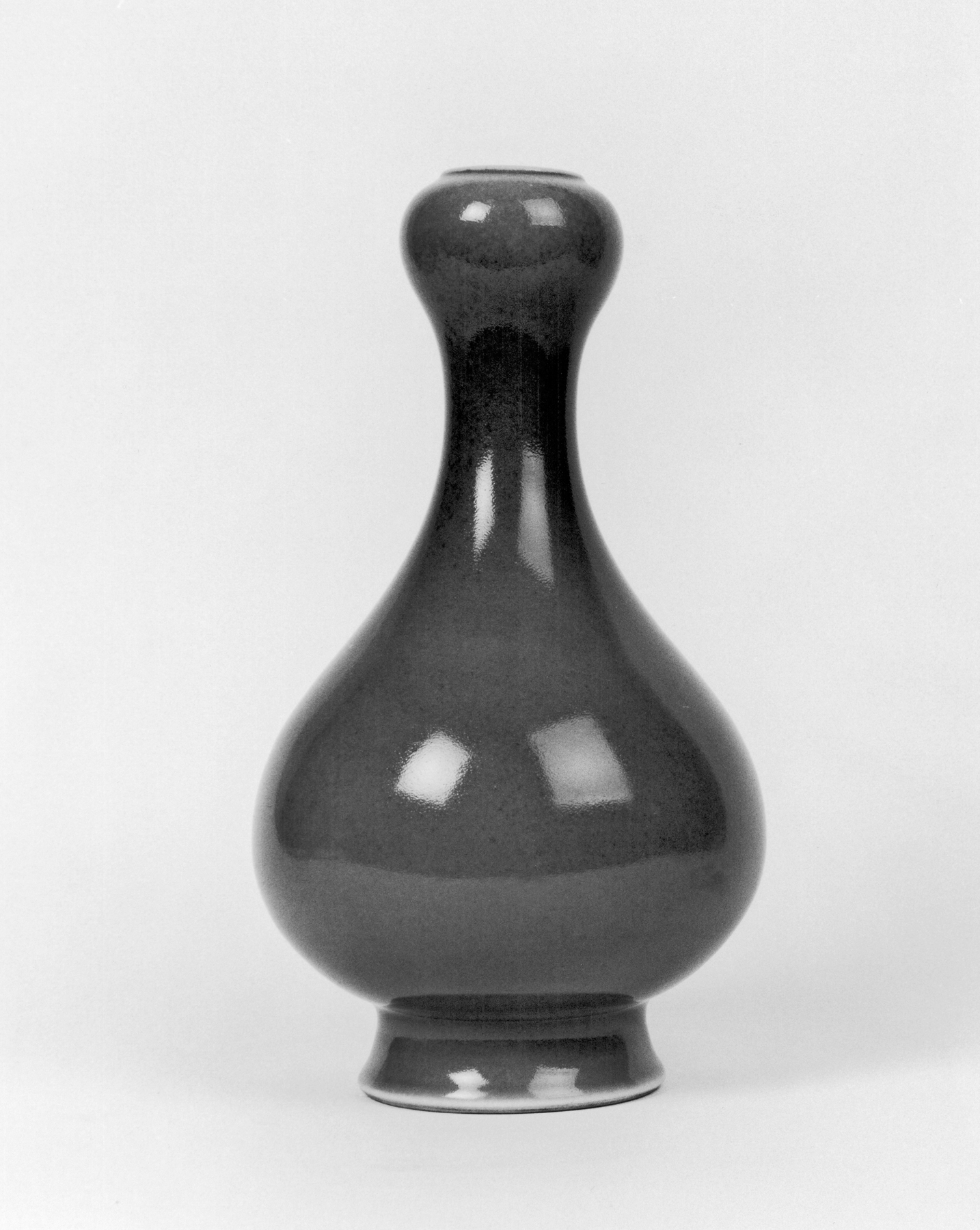
蒜头瓶
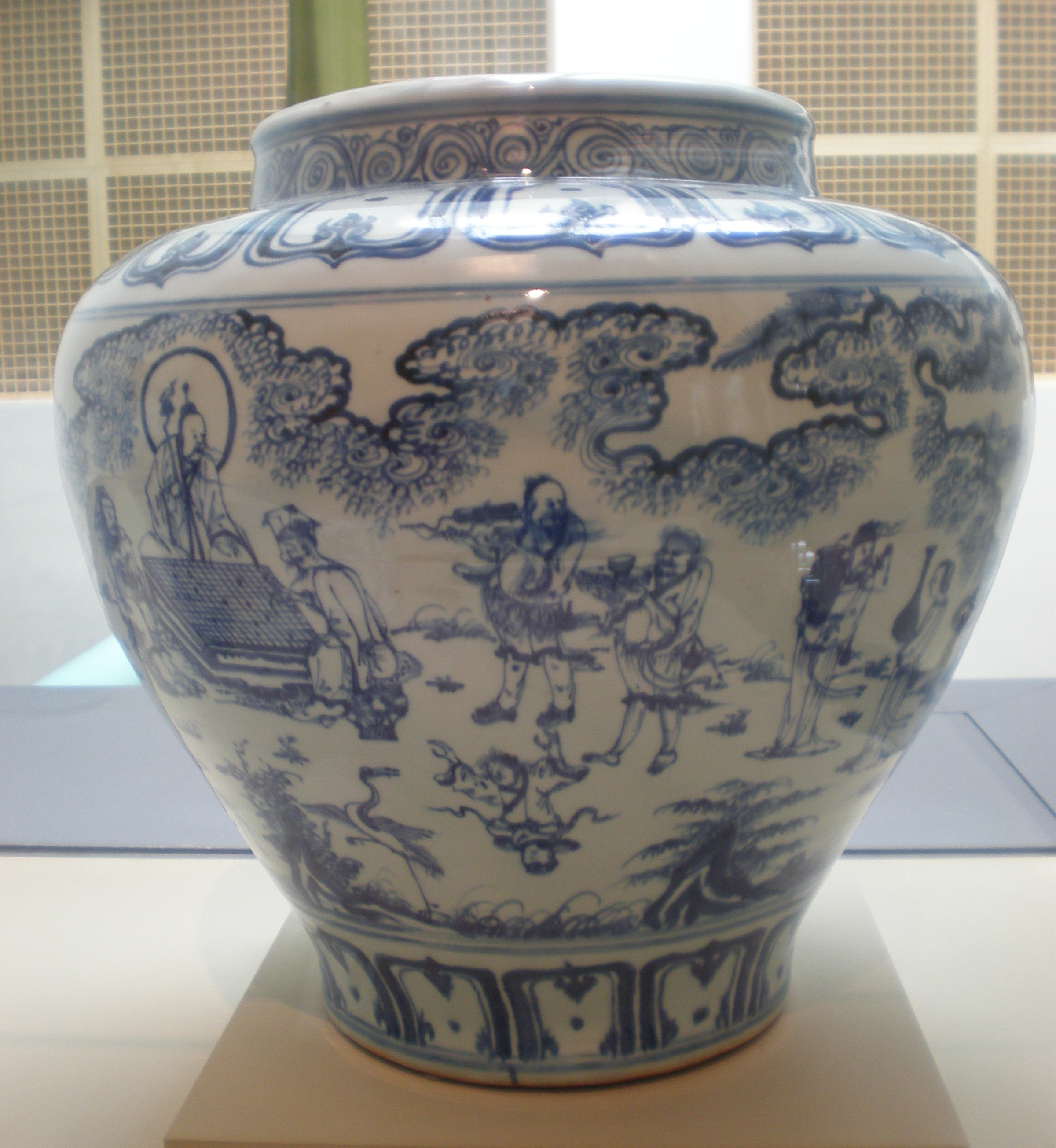
壶
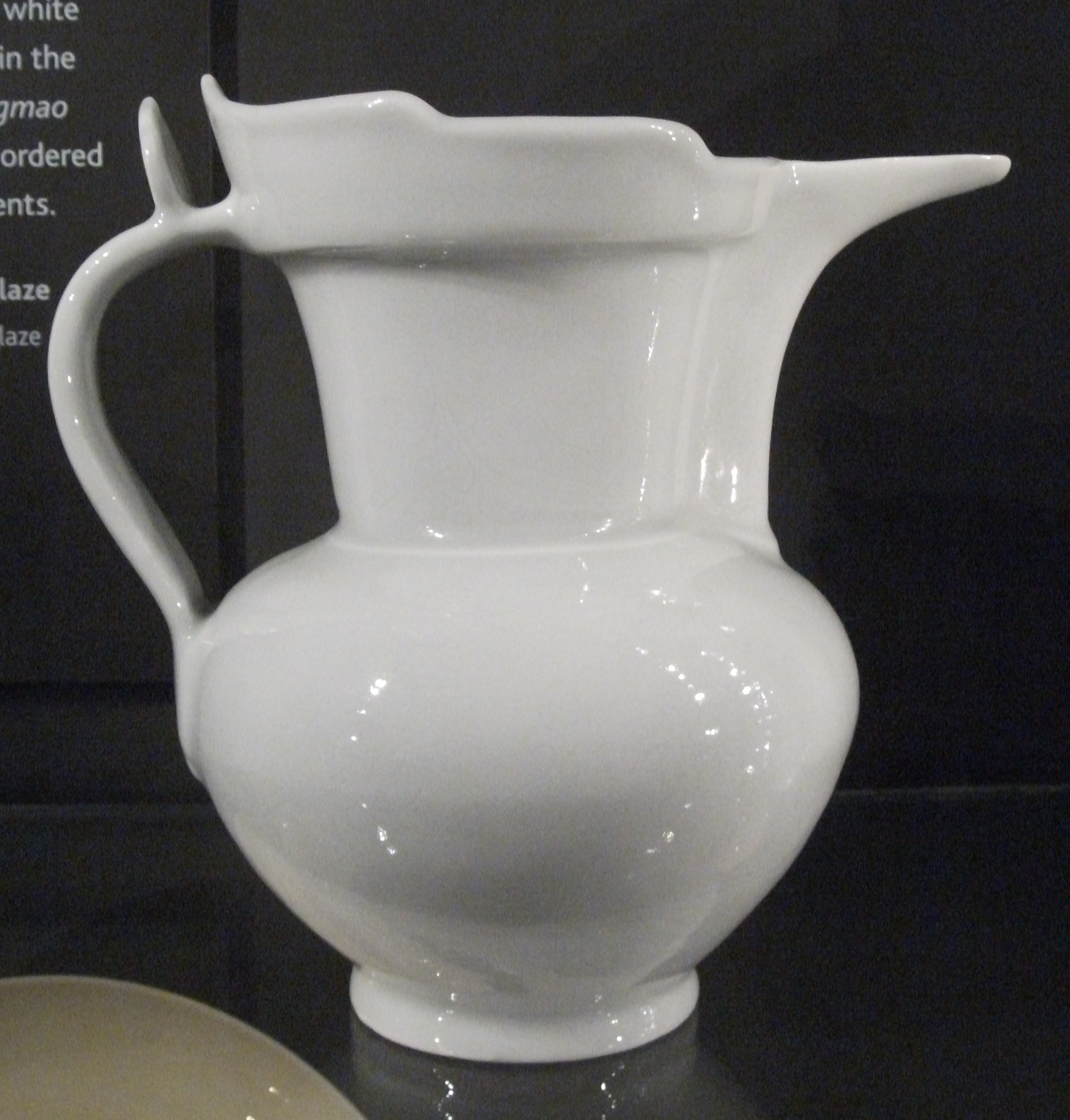
僧帽壶
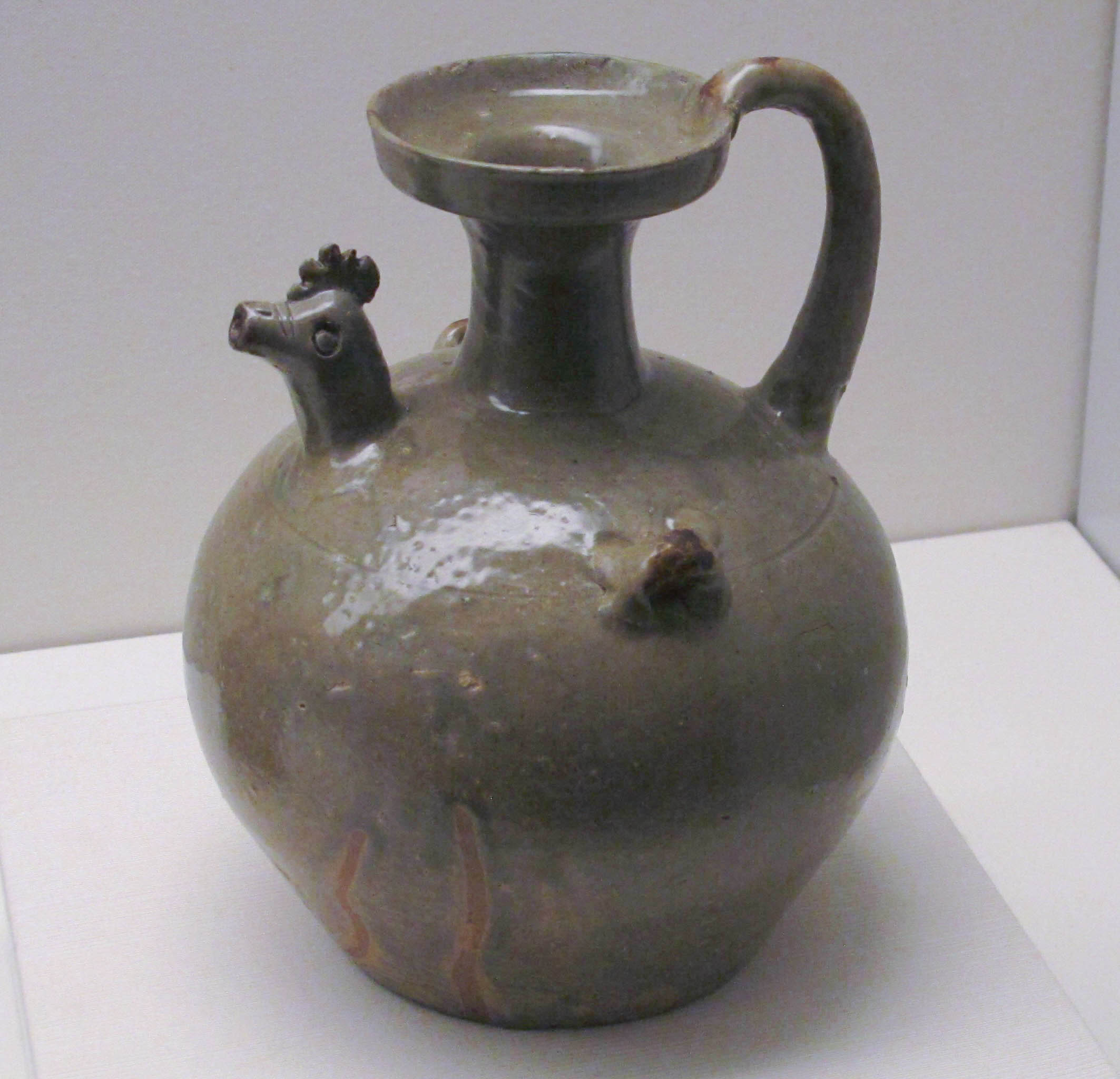
鸡首壶
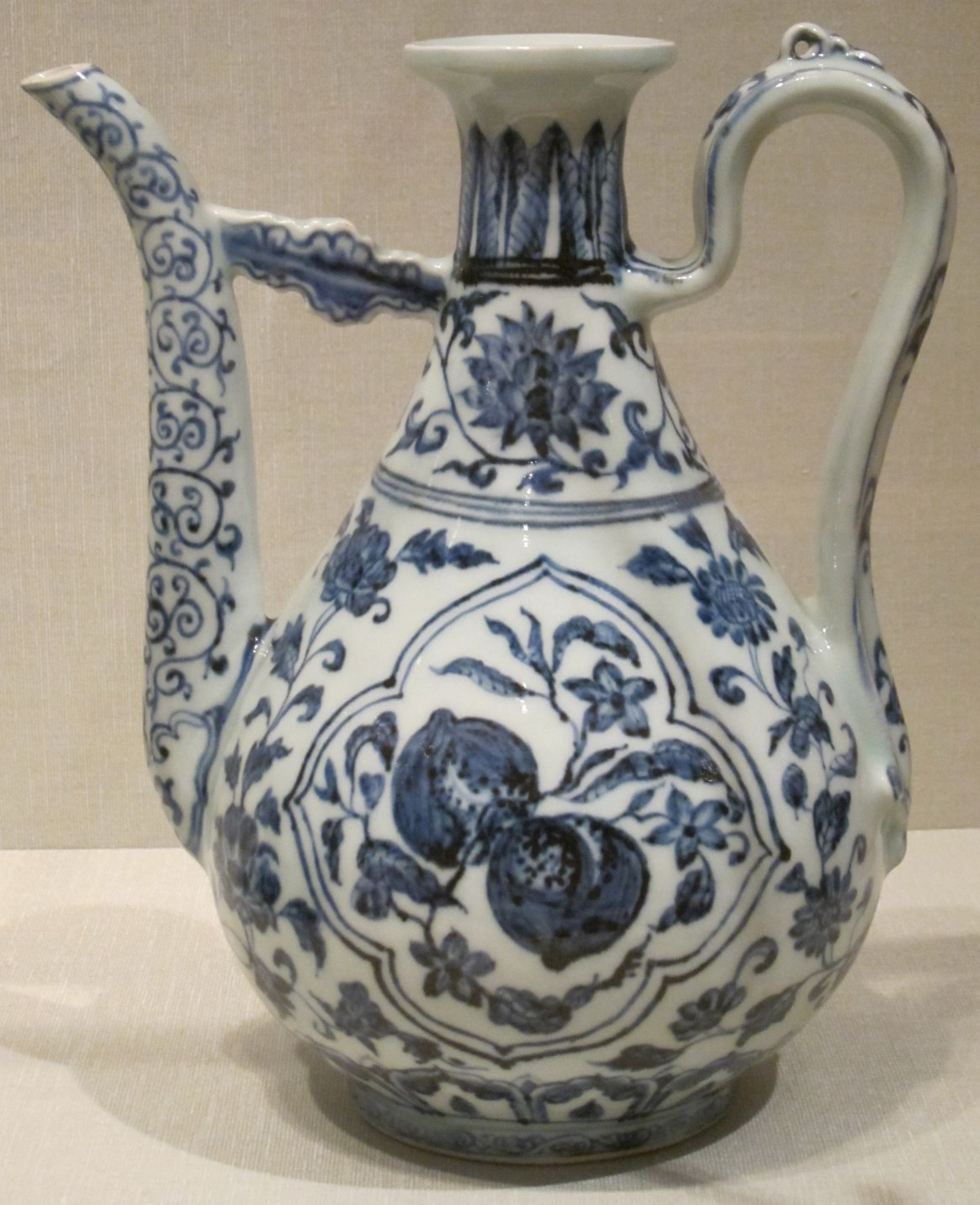
水注
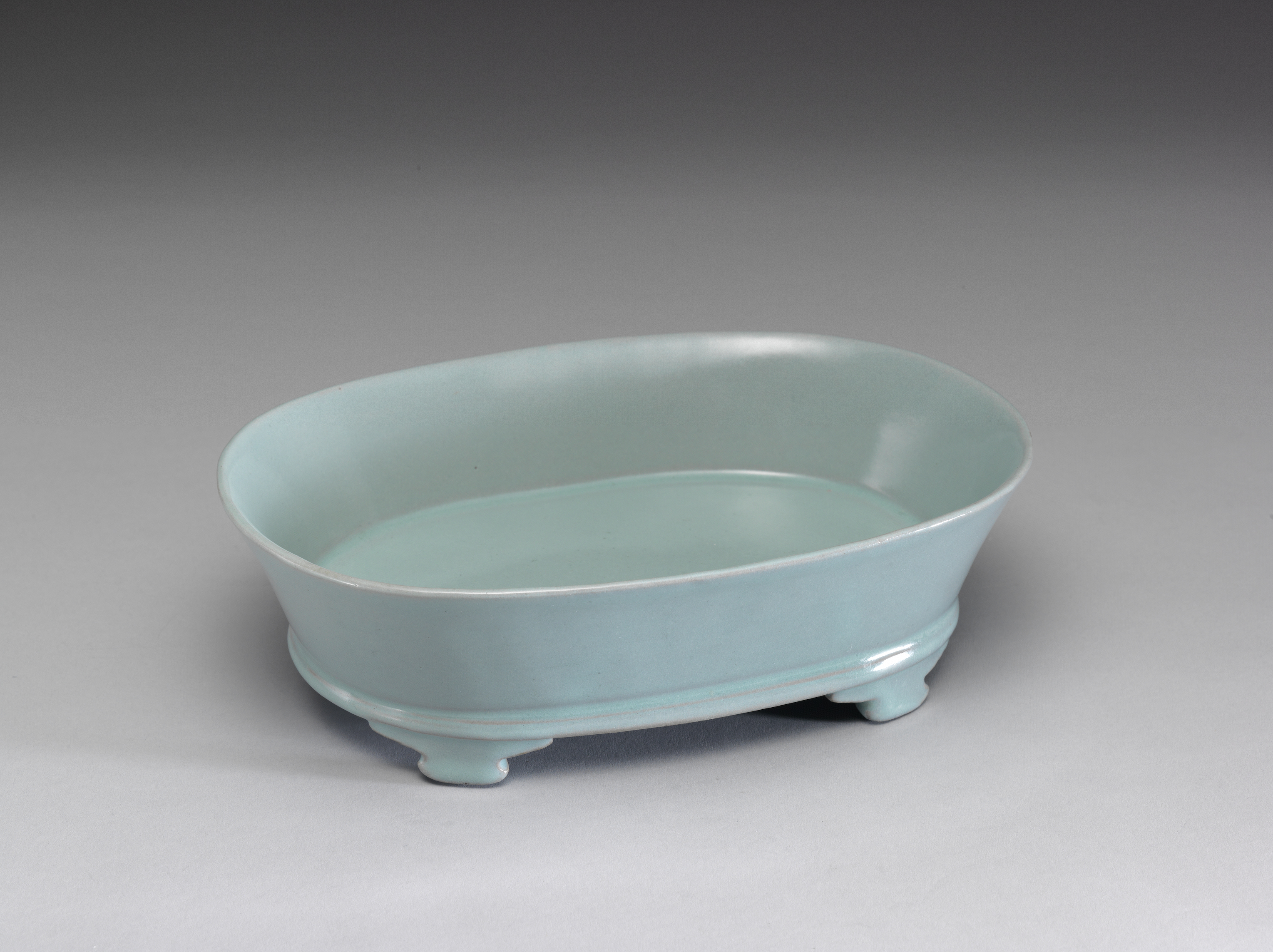
北宋汝窯青瓷無紋水仙盆（國立故宮博物院藏）
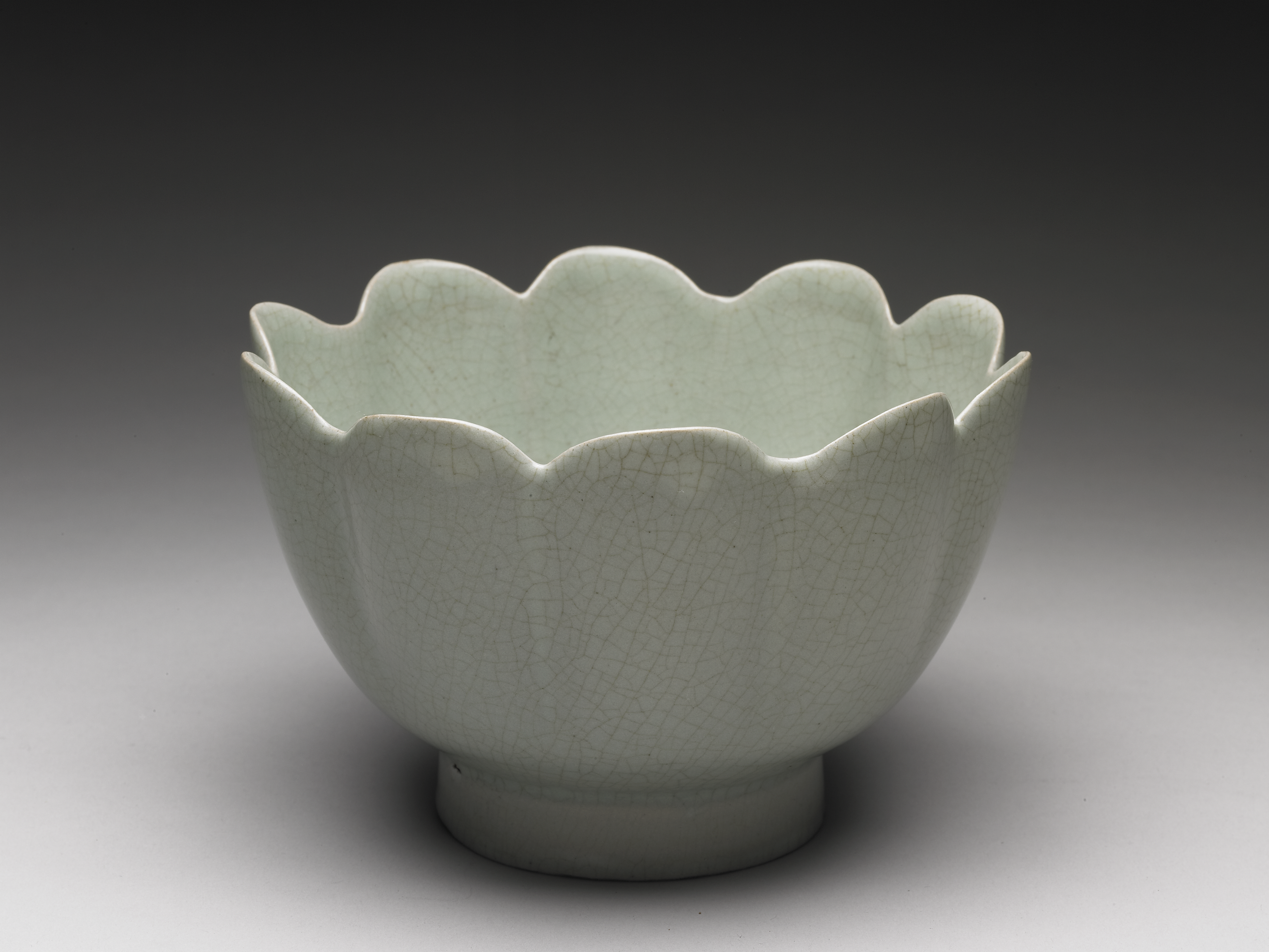
北宋汝窯青瓷蓮花式溫碗（國立故宮博物院藏）

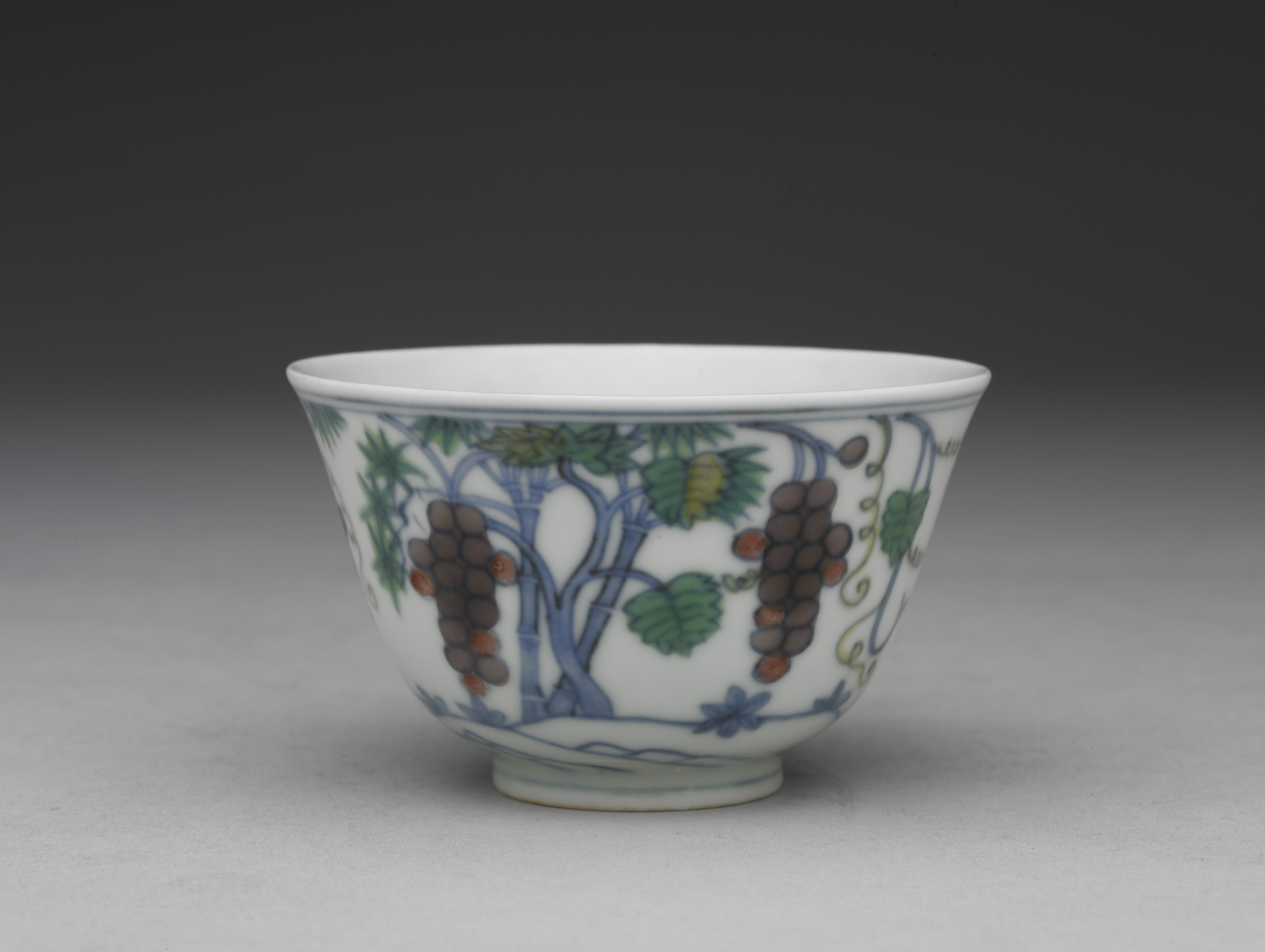
杯—— 盛裝液體之開頂容器  - 明成化鬥彩葡萄紋杯

### 颜色
最早的素瓷依照颜色分类，有三种常见颜色：
- 青瓷
- 黑瓷
- 白瓷

彩绘瓷和其他彩色瓷器中较为著名的有：
- 粉彩瓷
- 信乐烧
- 青花瓷
- 琺瑯彩瓷
- 鬥彩瓷

但聞名天下的唐三彩卻不是瓷，只是低温铅陶器。

### 产地
依照瓷器出产地点也有不同的分类。例如中国就有：
- 浙江越窑（祕色瓷）
- 江西昌南
- 河北定瓷

## 日本磁器
日本是亞洲除了中國以外第二大的瓷器生產國，日本的瓷器寫成磁鐵的“磁”器，而非中文的“瓷”，在日本保存有非常大量的瓷器名品，大多用於國際，尤其是對歐美國家的出口。
日本磁器一般以下幾種類型：
- 濁手（正紅色塗裝的瓷器）
- 金襴手（金色塗裝的瓷器）
- 錦染付 （在瓷器邊緣塗上一定會帶有雲肩、菱形紋樣的瓷器）
- 伊万里焼（使用藍色和橘紅色的組合為主的瓷器，顏色鮮艷明快）
- 九谷（以五種色彩而聞名，以青綠色、棕色、暗紫色、金色和墨藍色的組合為特點）
- 砥部（日本的青花瓷，以藍色和白色為主，畫風非常卡通可愛）
- 強化磁器（日本的現代高科技陶瓷，多用於陶瓷刀、廚具）

日本将从中国的宋朝引入的茶道，经过室町時代的发展，安土桃山时代的茶艺家的推动下，磁器成为了更胜于土地黄金的寶物，在江戶時代這些磁器完成日本化，並且成为日本文化的象徵之一。磁器是日本茶道中较为高级的一类器具，比漆器或者普通陶器要名貴。很多日本的古董茶具就是磁器為原型，再加上歷史人物的典故而形成的，其中最著名的是 “曜変天目茶碗”，這種類型的磁器來自南宋的建窯茶盞，簡稱建盞，但是其燒製技術已經失傳。
目前日本磁器的名產地有：
- 近江、甲贺信乐烧(shigarakiyaki)
- 长崎有田烧(aritayaki)
- 冈山县备前烧(bizenyaki)等

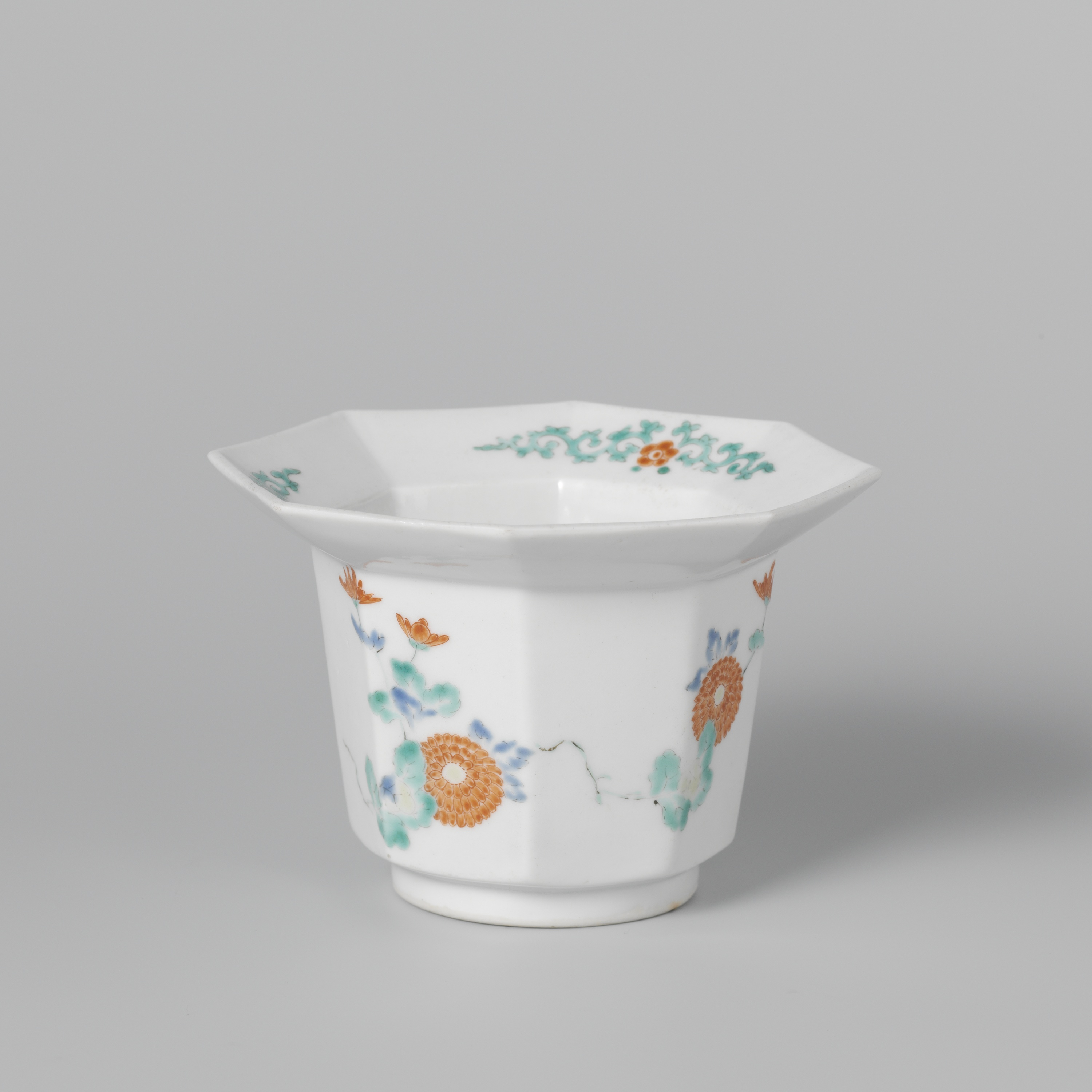
柿右衛門窯（有田焼）、1670年 - 1690年
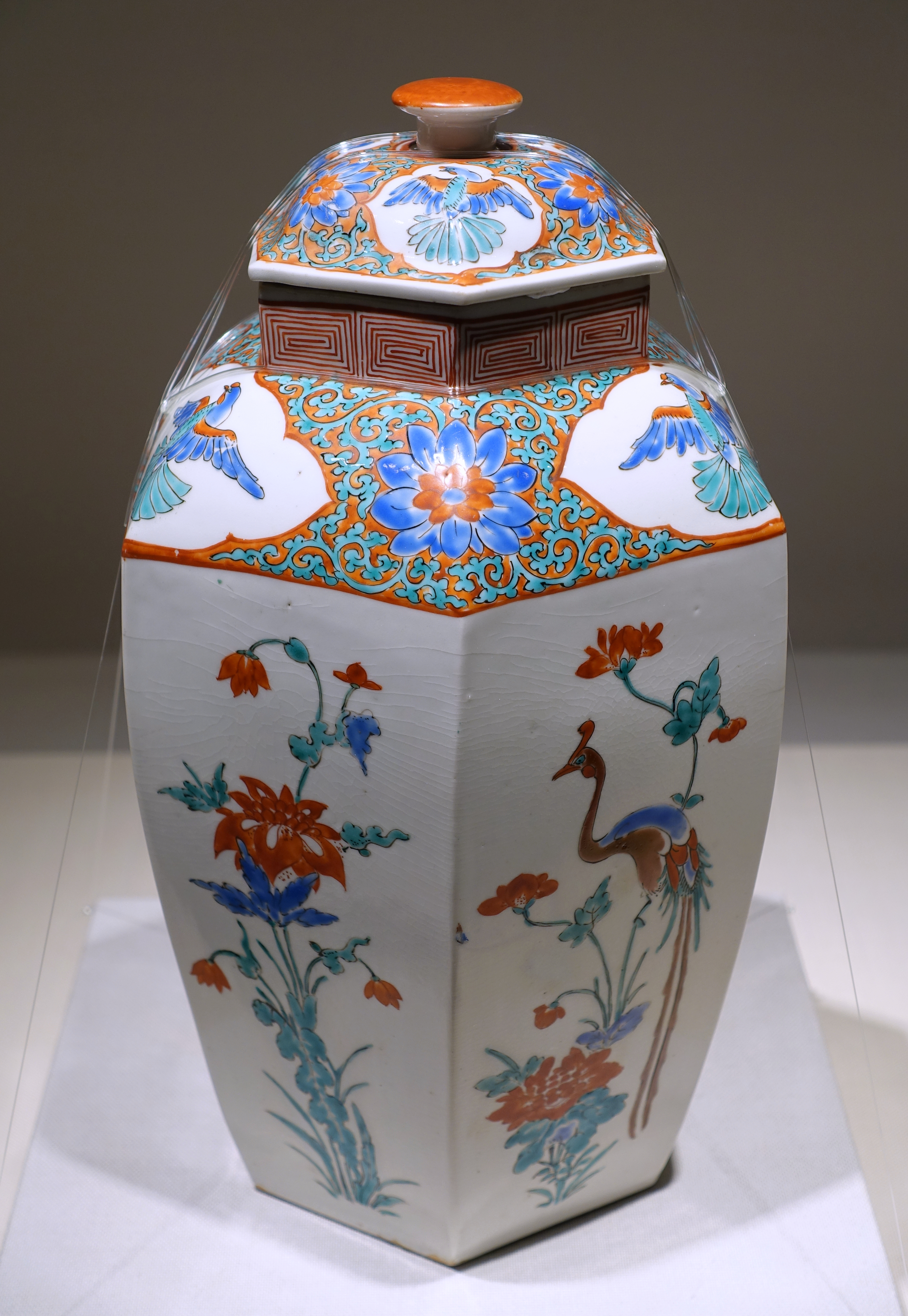
柿右衛門窯（有田焼）、1670年 - 1690年
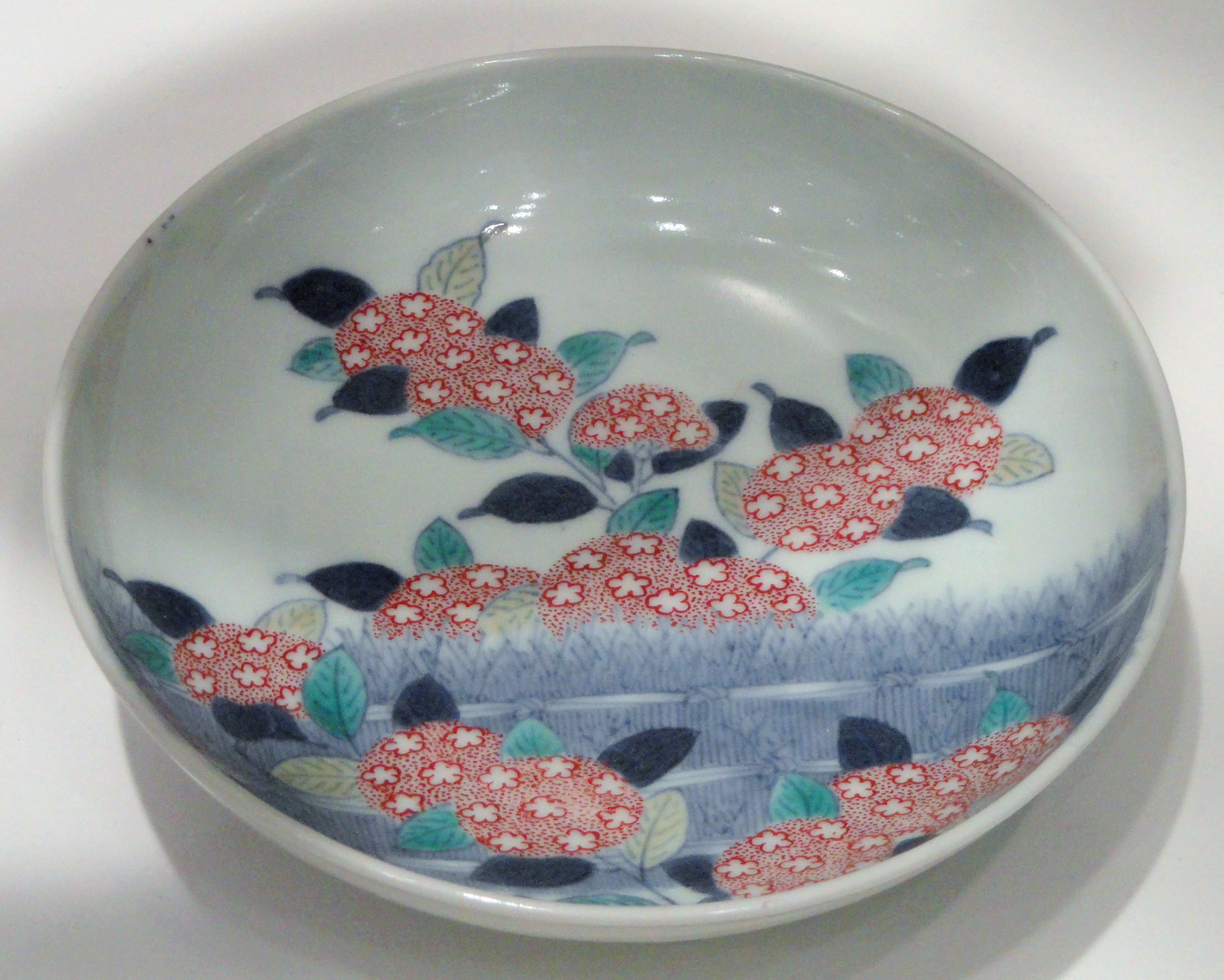

- 佐賀藩窯=鍋島窯（有田焼）、1680年 - 1720年
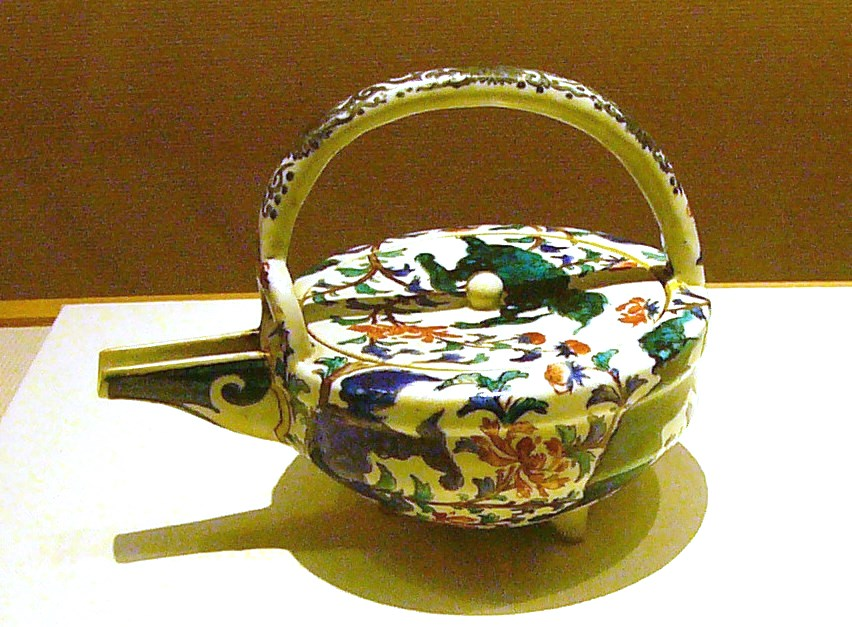
九谷焼（古九谷獅子牡丹文銚子）、17世紀後半
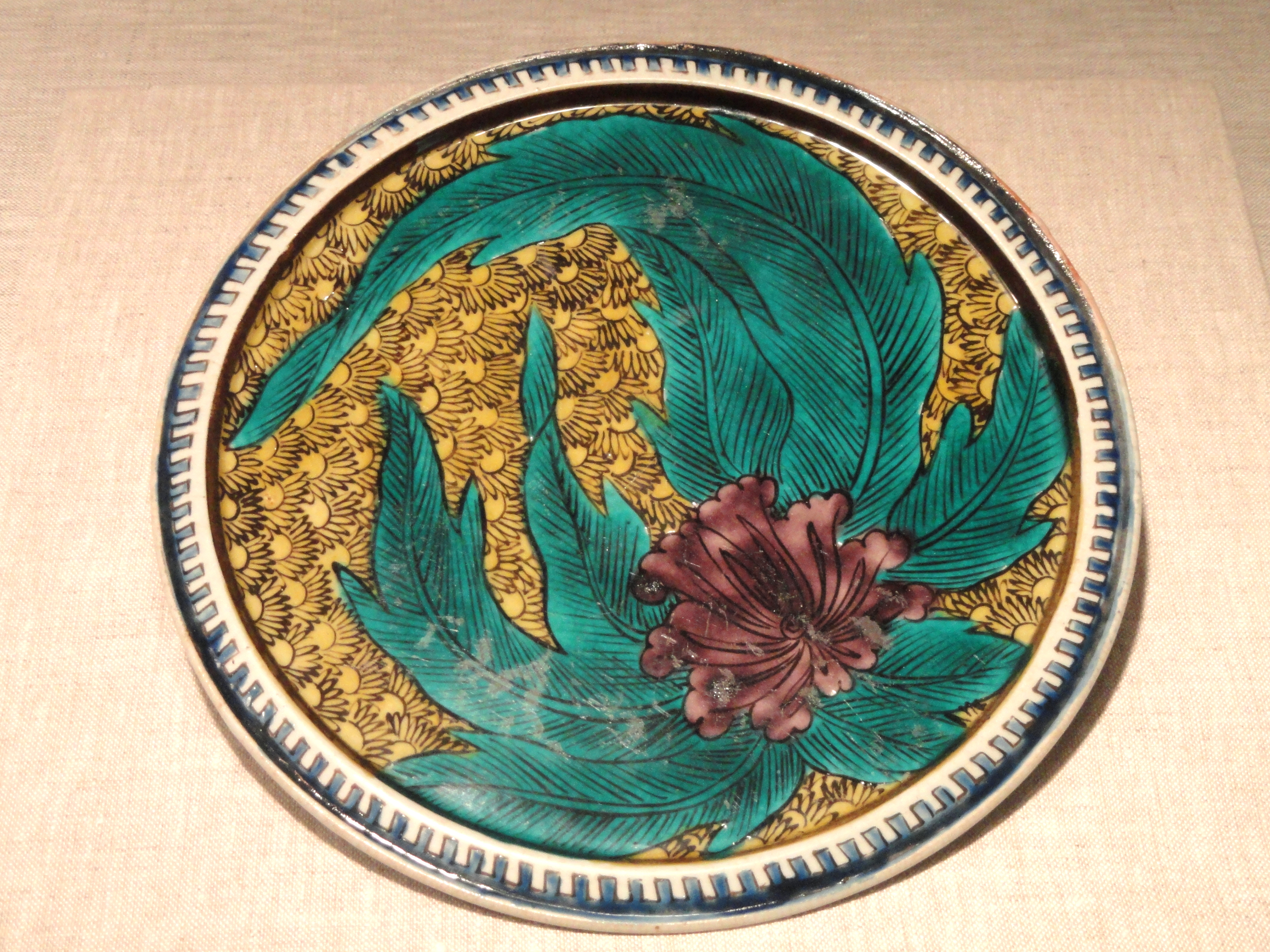
古九谷的盤子、17世紀後半
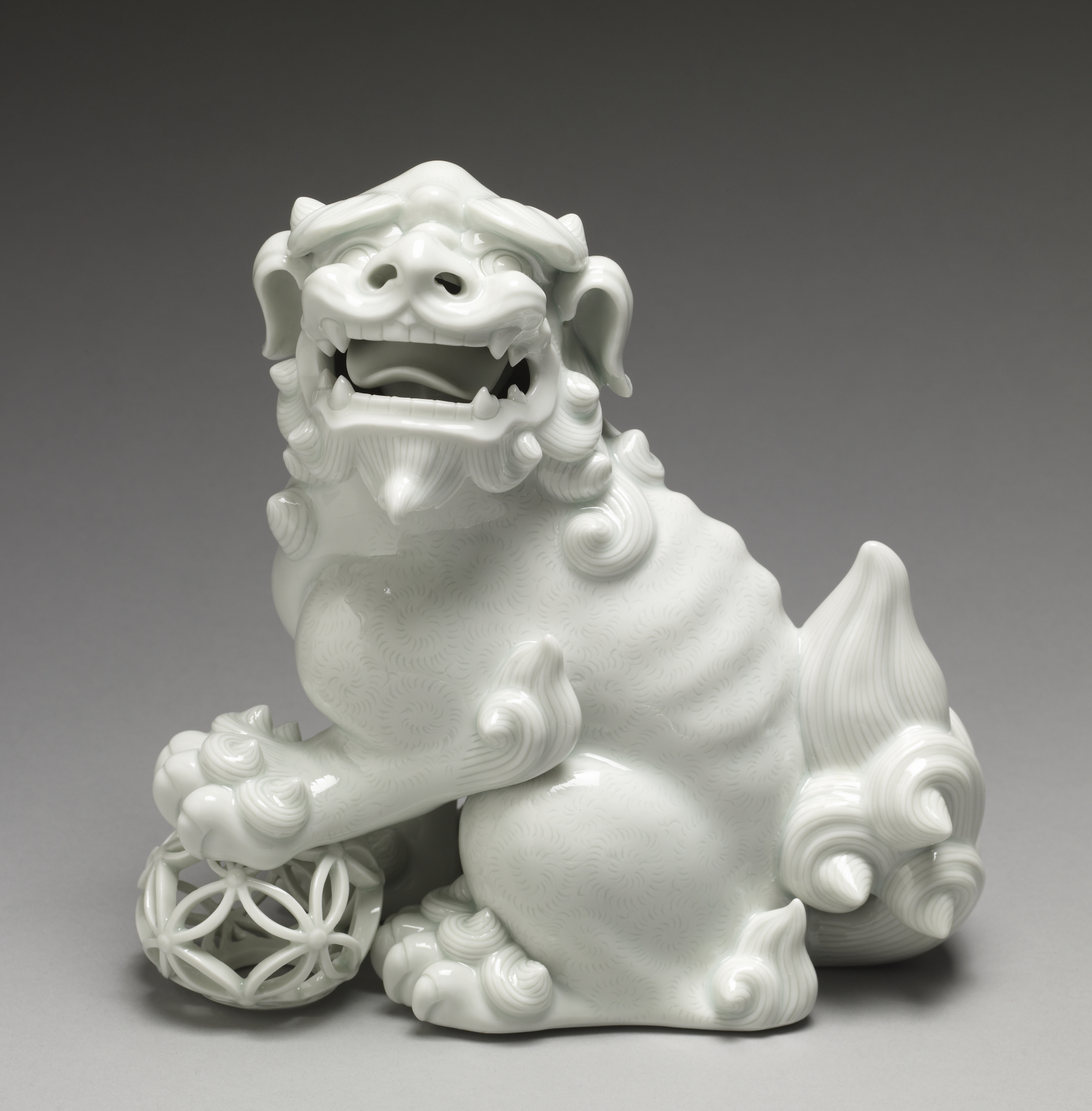
平戸焼、19世紀
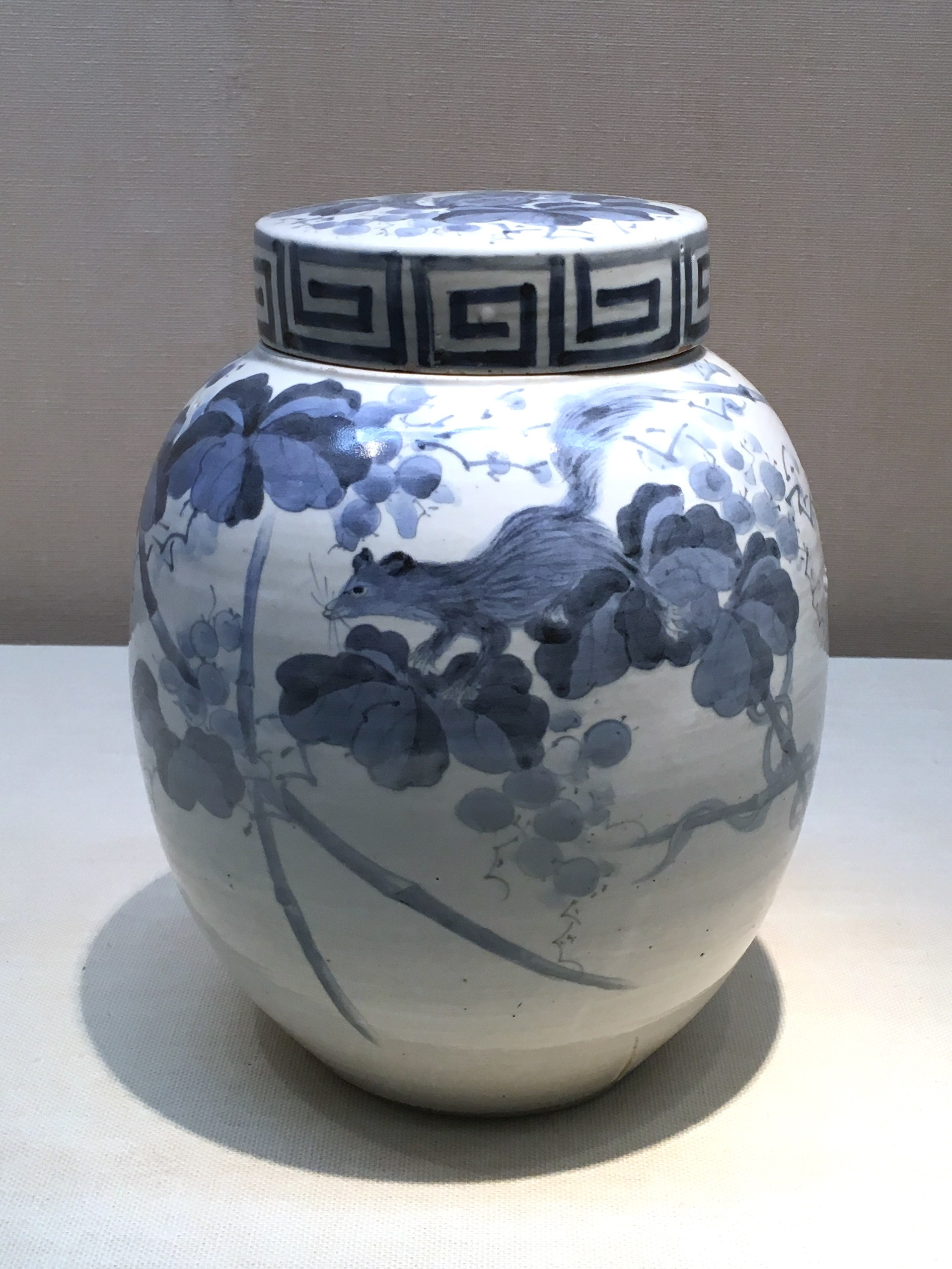
砥部焼、19世紀
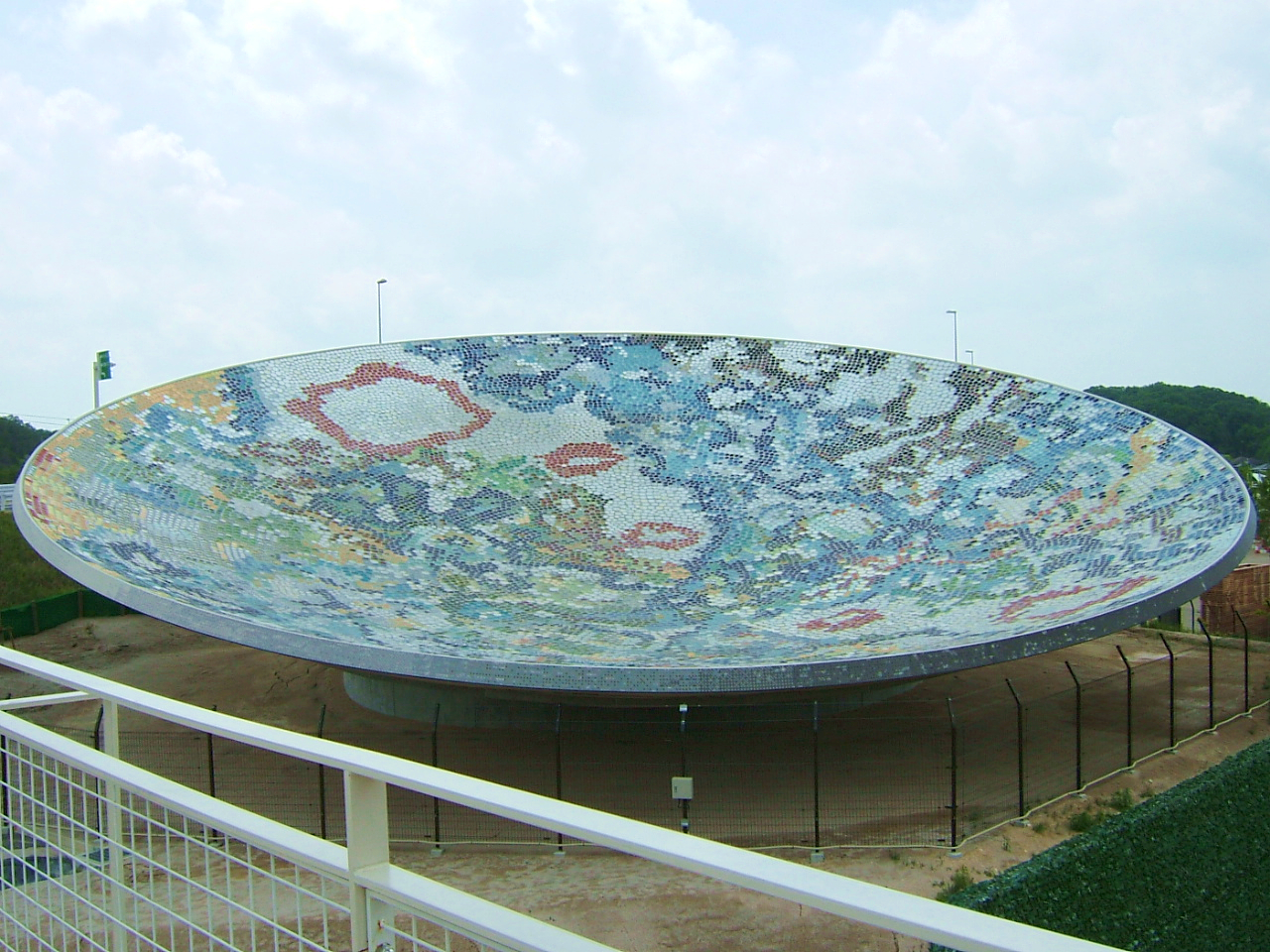
2005年日本国際博覧会中瀬戸会場出現的巨大瀬戸焼「天水皿」
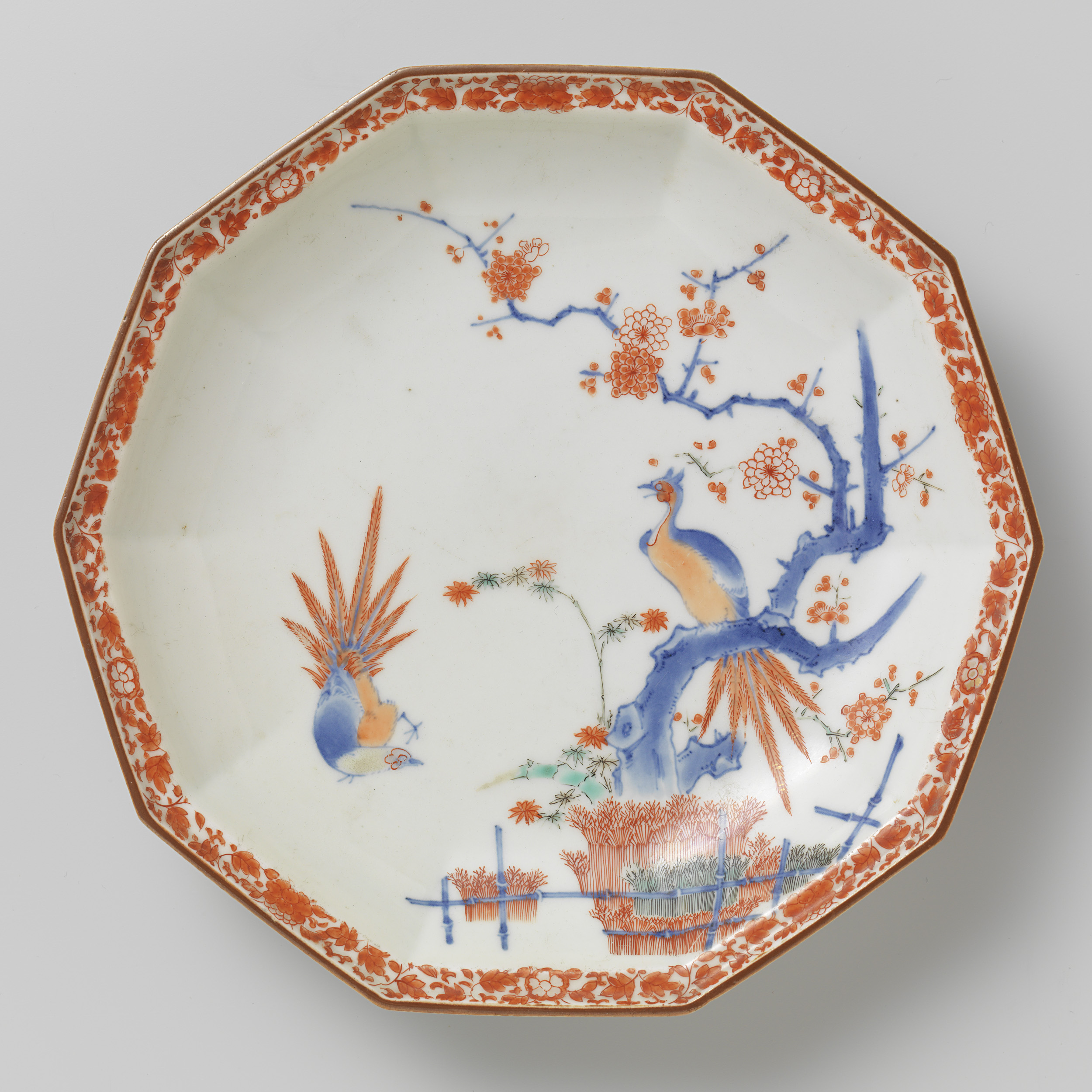
有田焼・柿右衛門の皿。1680年-1700年頃。現存於荷蘭的阿姆斯特丹国立美術館
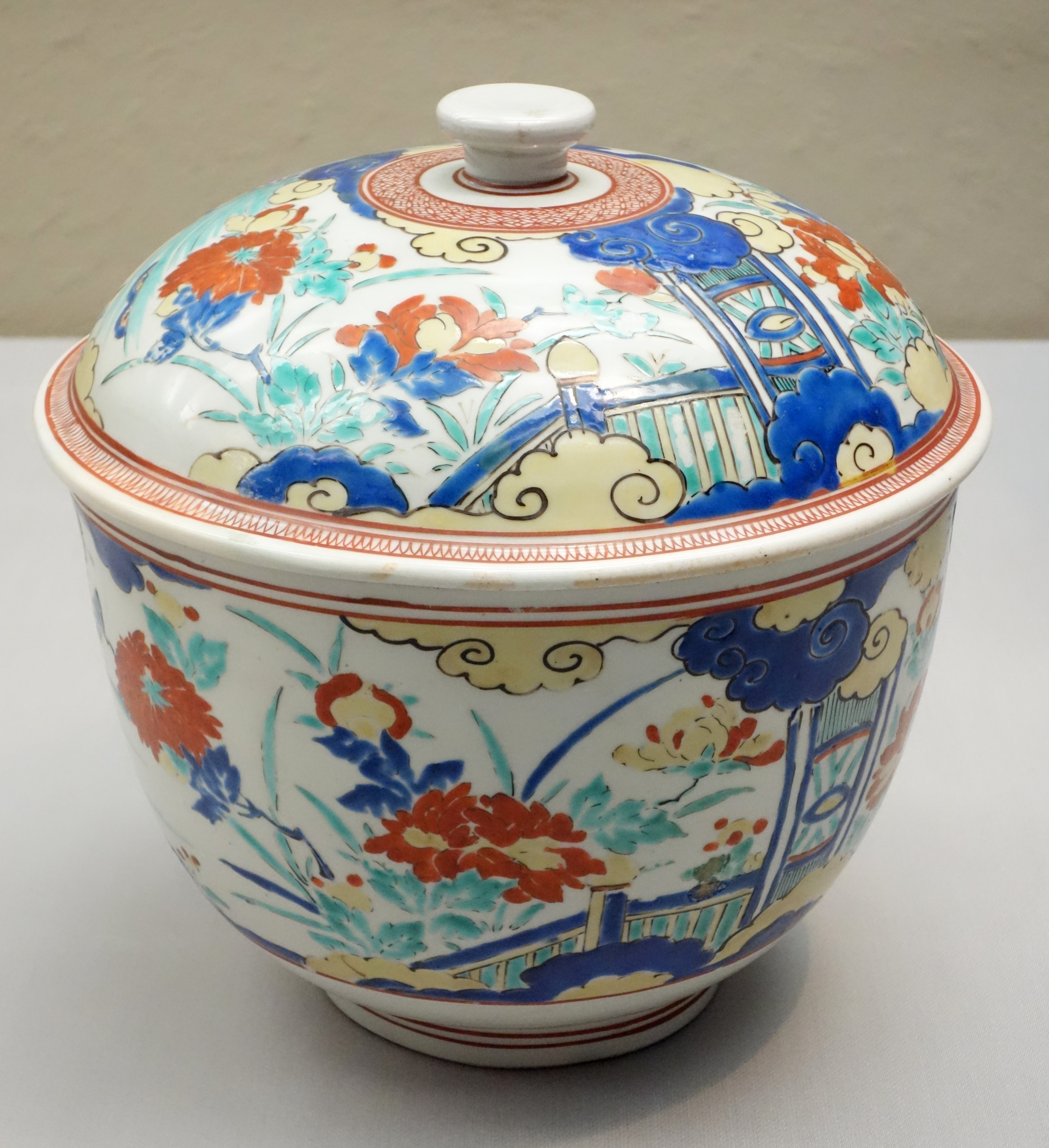
色絵牡丹文蓋物（柿右衛門様式）17世紀，現存於東京国立博物館
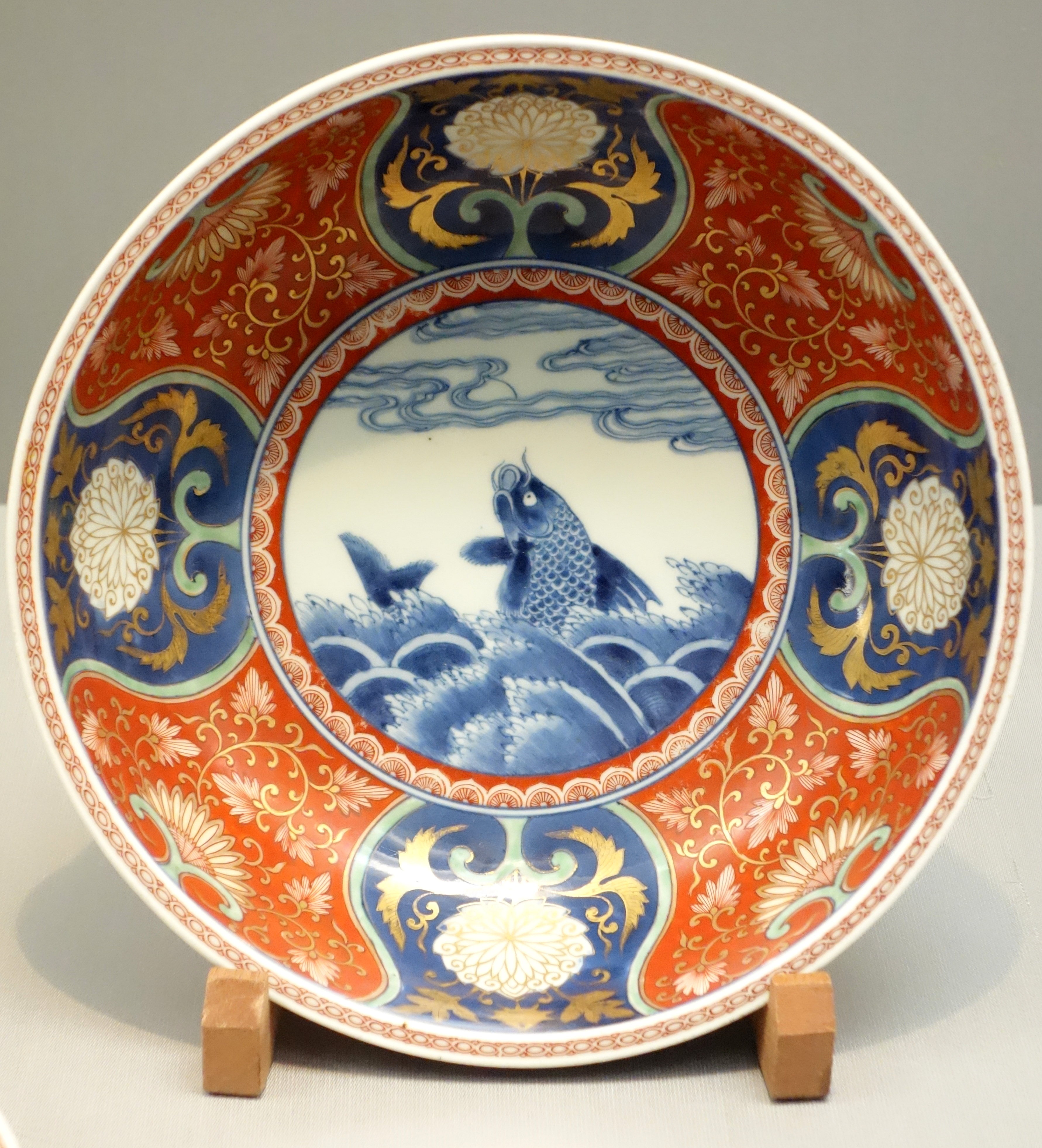
色絵荒磯文鉢 17 - 18世紀，現存於東京国立博物館
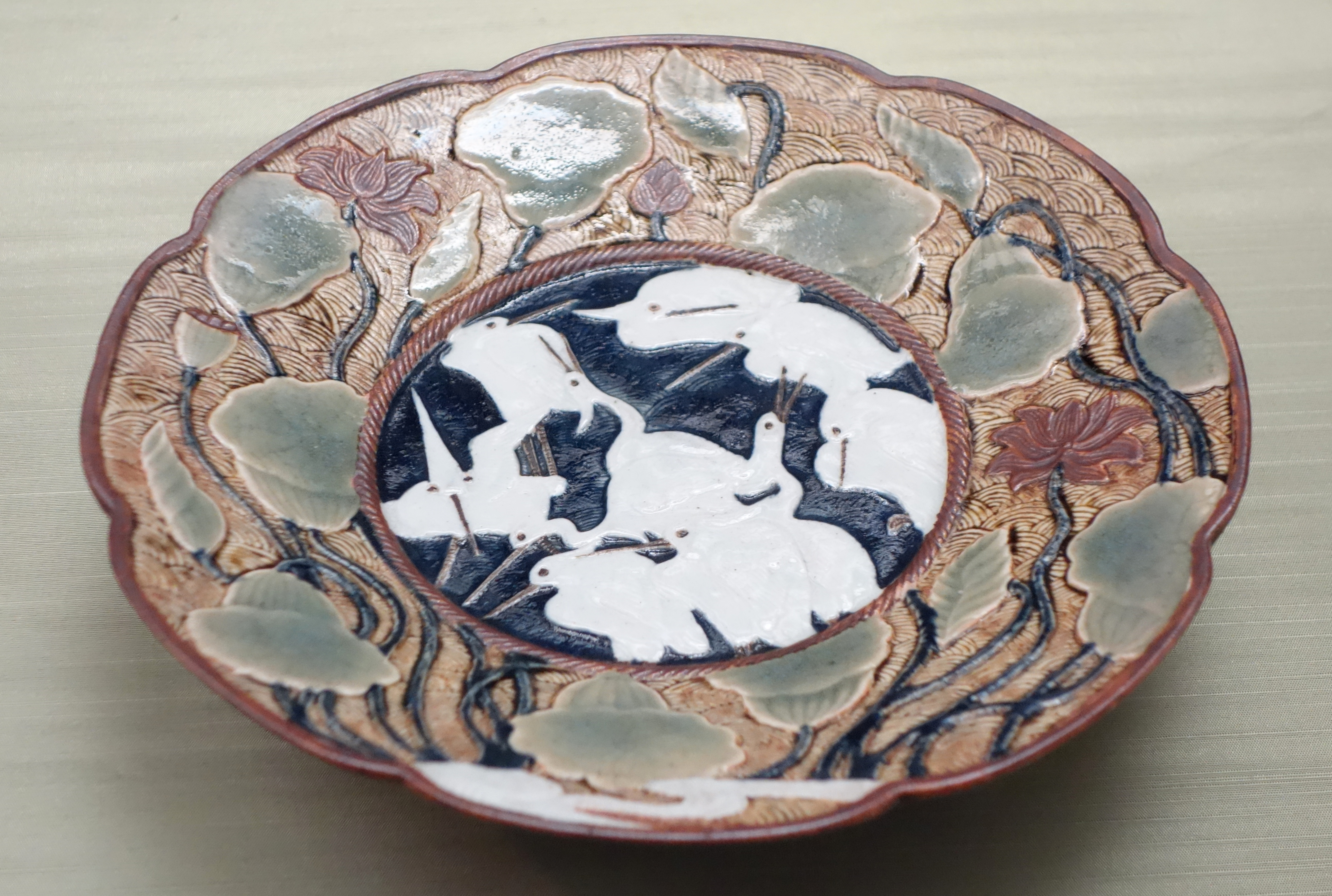
青磁瑠璃釉蓮鷺文三足皿，現存於東京国立博物館
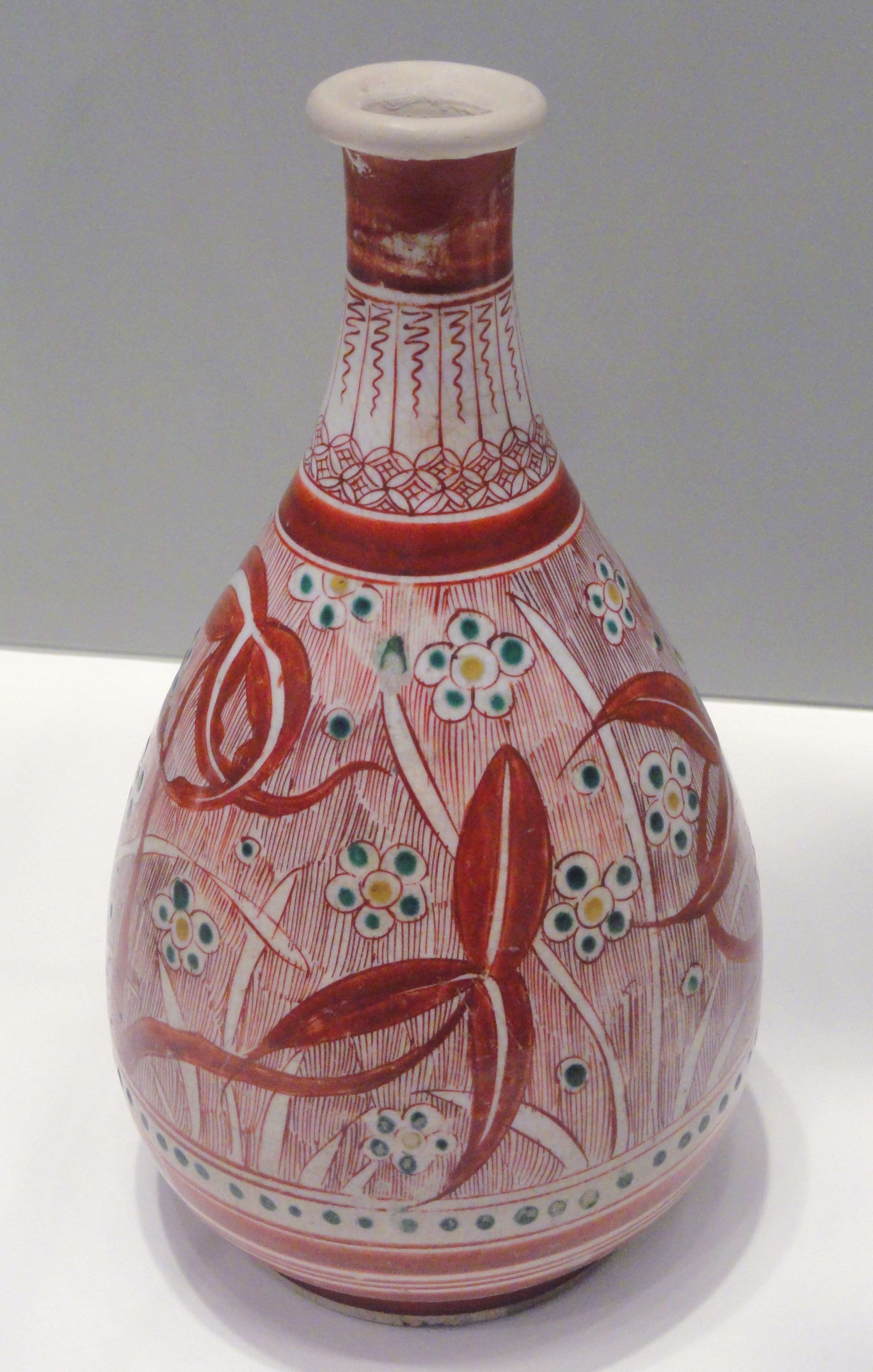
色絵梅花沢潟文徳利 17世紀半
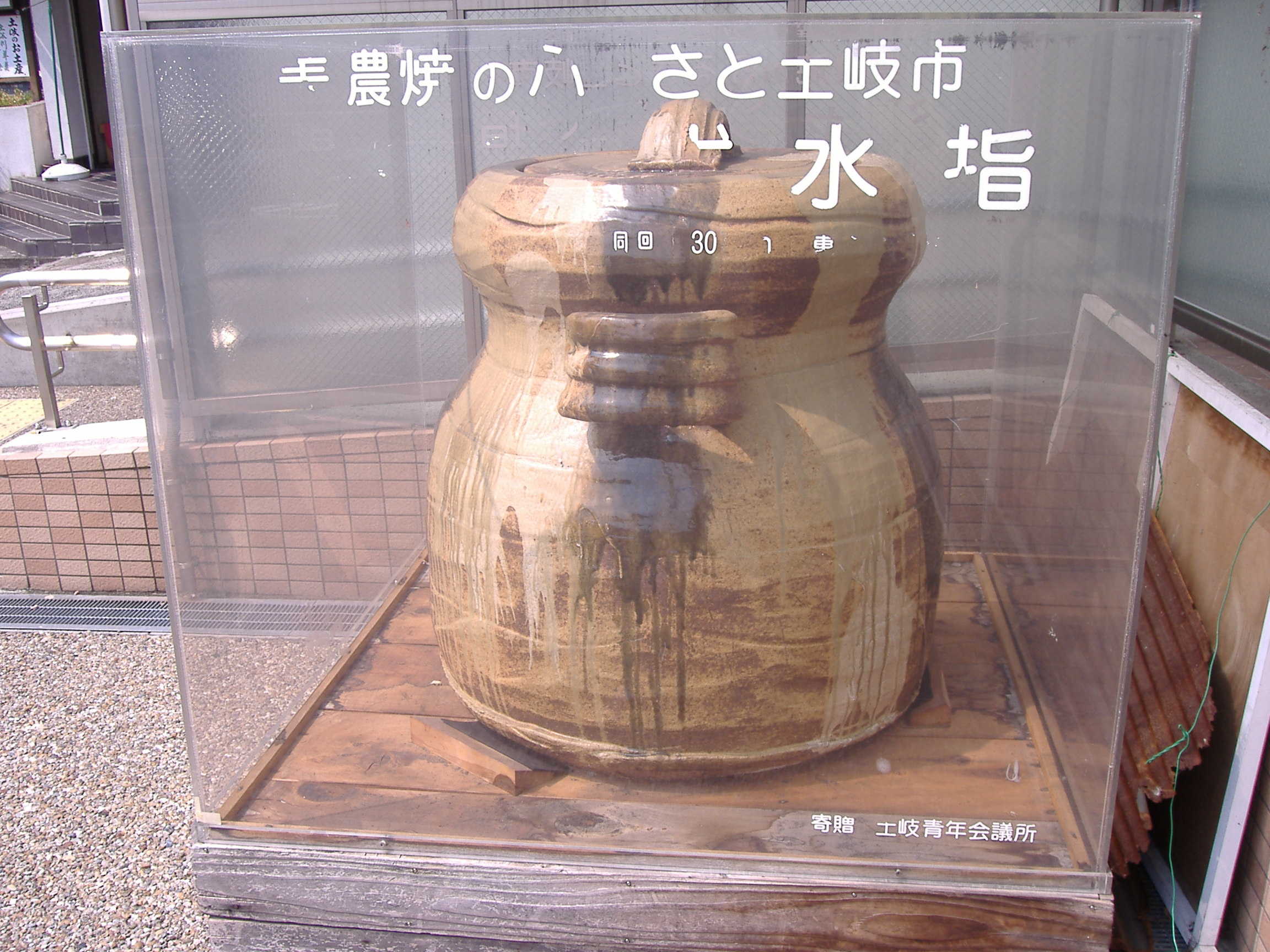
日本美浓烧的茶道水指

## 歐洲
另外歐洲自埃伦弗里德·瓦尔特·冯·切恩豪斯調製出正確配方起，亦開始製造瓷器開發展出骨瓷等新型瓷器品種，如英國，就已建立起多個瓷器品牌。特倫特河畔斯托克號稱為英國瓷都。

## 台灣
200年代以來，均有台灣的陶人在持續研究燒製當代天目茶碗或建盞，企圖復活這個古代的技術，尤其屬臺灣鶯歌地區靖翁陶藝研究燒製時間最為長久。台灣所燒製的天目茶碗系列 —— 黑釉、兔豪、油滴、玳瑁、鷓鴣班、木葉天目等系列 —— 都能在1250度-1600度的高溫之下成現完美作品；其天目茶碗是以手拉胚的方式製作，並非是以注漿、旋胚、灌模成型的方式，製作茶碗。

## 参看
- 景德镇陶录
- 陶器
- 中国古代瓷窑
- 中國瓷器與陶器
- 臺灣靖翁陶藝
- 迈森瓷器

## 延伸阅读
[在维基数据编辑]
 《欽定古今圖書集成·經濟彙編·考工典·磁器部》，出自陈梦雷《古今圖書集成》